# YouTube
YouTube (viết tắt là YT) là một nền tảng chia sẻ video trực tuyến của Mỹ có trụ sở chính tại San Bruno, California. Nền tảng này được tạo ra vào tháng 2 năm 2005 bởi ba nhân viên cũ của PayPal — Chad Hurley, Steve Chen và Jawed Karim — đã được Google mua lại vào tháng 11 năm 2006 với giá 1,65 tỷ đô la Mỹ và hiện hoạt động như một trong những công ty con của Google. YouTube là trang web được truy cập nhiều thứ hai sau Google Tìm kiếm, theo xếp hạng của Alexa Internet.
Trang web cho phép người dùng tải lên, xem, chia sẻ, thêm vào danh sách phát, báo cáo và nhận xét về video, đăng ký người dùng khác và sử dụng công nghệ WebM, H.264/VP9 và Adobe Flash Player để hiển thị nhiều video đa phương tiện do người dùng và doanh nghiệp tạo ra. Nội dung có sẵn bao gồm video clip, đoạn chương trình truyền hình, video âm nhạc, phim tài liệu ngắn và tài liệu, bản ghi âm, đoạn giới thiệu phim và các nội dung khác như viết blog bằng video, video sáng tạo ngắn và video giáo dục.
Hầu hết nội dung trên YouTube được các cá nhân tải lên, nhưng các công ty truyền thông bao gồm CBS, BBC, Vevo và Hulu cung cấp một số tài liệu của họ qua YouTube như một phần của chương trình đối tác với YouTube. Người dùng không đăng ký vẫn có thể xem được hầu hết video ở trang, còn người dùng đăng ký được phép tải lên số lượng video vô hạn. Một số video chỉ dành cho người dùng trên 18 tuổi (ví dụ video có chứa những nội dung nhạy cảm hoặc có khả năng xúc phạm).
YouTube kiếm doanh thu quảng cáo từ Google AdSense, một chương trình nhắm mục tiêu quảng cáo theo nội dung và của trang web. YouTube có YouTube Premium (trước đây là YouTube Red), một dịch vụ thuê bao cung cấp quyền truy cập vào nội dung độc quyền được thực hiện với những người dùng hiện có, và YouTube Music, một dịch vụ stream và nghe các bài hát của nghệ sĩ trên trang web. Tính đến tháng 8 năm 2019, trang web này được Alexa Internet, một công ty phân tích lưu lượng truy cập web, xếp hạng là trang web phổ biến thứ hai trên toàn cầu.
YouTube đã có tác động xã hội chưa từng có, ảnh hưởng đến văn hóa đại chúng, xu hướng internet và tạo ra những người nổi tiếng là triệu phú.  Bất chấp sự phát triển và thành công của nó, nền tảng này đôi khi bị chỉ trích vì bị cáo buộc tạo điều kiện cho việc truyền bá thông tin sai lệch, chia sẻ nội dung có bản quyền, thường xuyên vi phạm quyền riêng tư của người dùng, cho phép kiểm duyệt, gây nguy hiểm cho sự an toàn và phúc lợi của trẻ em cũng như việc triển khai nền tảng không nhất quán hoặc hướng dẫn không chính xác.

## Lịch sử

### 2005–2010

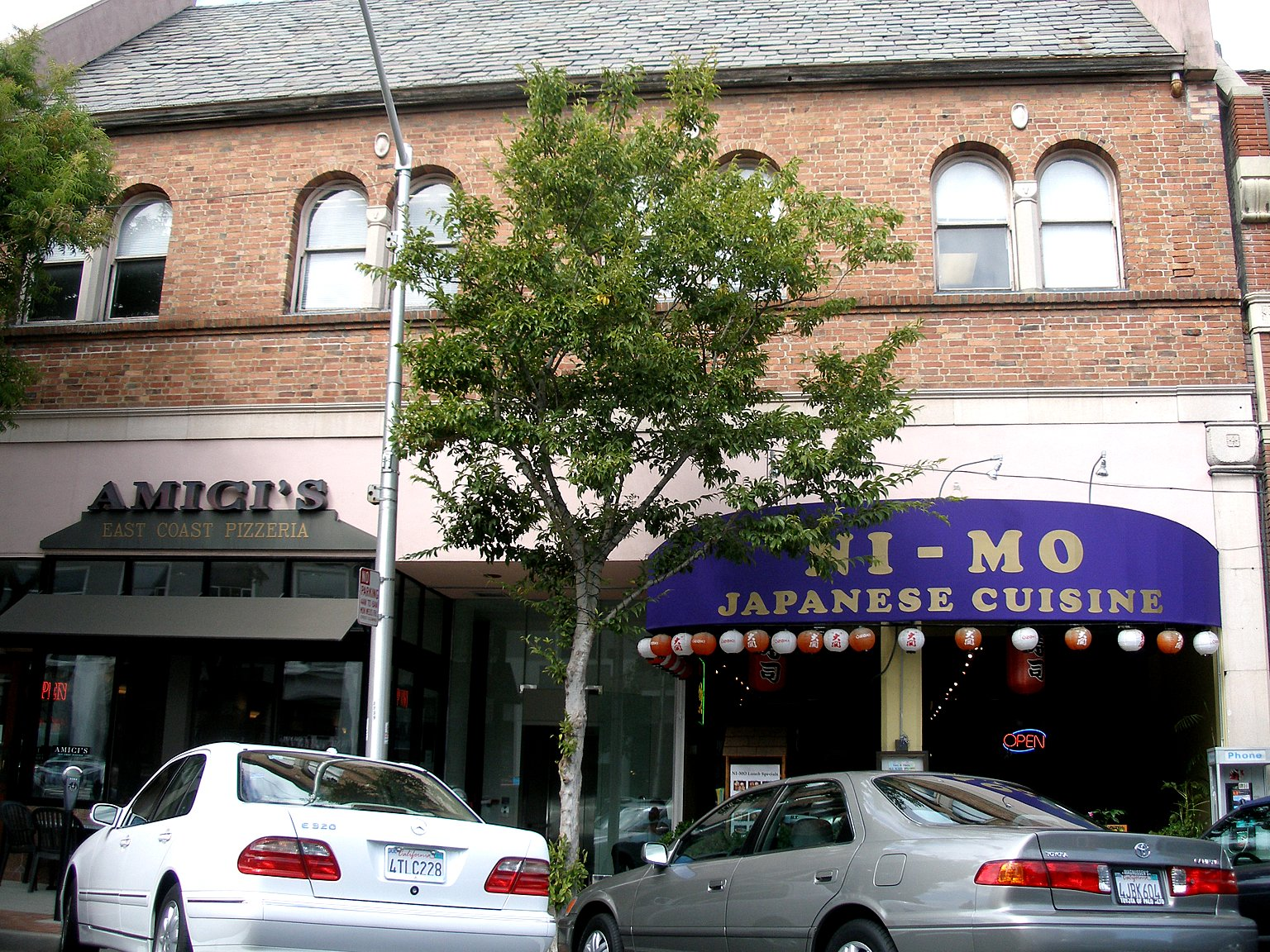
Trụ sở đầu tiên của YouTube ở San Mateo (chụp năm 2006)

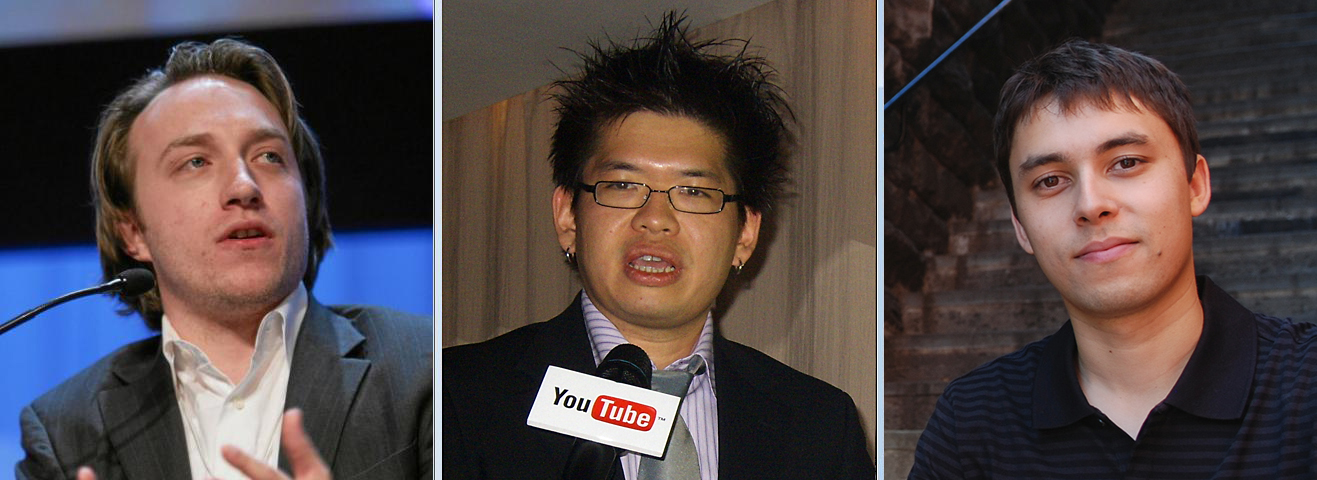
Từ trái qua phải: Chad Hurley, Steve Chen và Jawed Karim; những người sáng lập YouTube

YouTube do Chad Hurley, Steve Chen và Jawed Karim, tất cả đều là những nhân viên đầu tiên của PayPal. Trước khi đến với PayPal, Hurley học thiết kế ở Đại học Indiana của Pennsylvania. Chen và Karim học khoa học máy tính cùng nhau tại Đại học Illiois ở Urbana-Champaign.
Karim cho biết ý tưởng ban đầu của YouTube đến từ màn trình diễn của Janet Jackson trong Super Bowl XXXVIII, khi bà để lộ bộ ngực của mình trước công chúng và trận sóng thần thương tâm Ấn Độ Dương năm 2004. Karim không thể tìm thấy video quay lại hai sự kiện trên, khiến anh nảy ra cảm hứng xây dựng một dịch vụ chia sẻ video riêng. Hurley và Chen tiết lộ ý tưởng ban đầu cho YouTube là xây dựng trang web thành một dịch vụ hẹn hò trực tuyến, điều này do ảnh hưởng từ trang Hot or Not. Khó khăn trong việc tìm kiếm những video hẹn hò, dẫn đến ý tưởng phải thay đổi và xây dựng trang web thành nơi mà mọi loại video đều có thể tải lên.
Sau khi PayPal bị eBay mua lại với giá 1,5 tỉ USD, cả ba người quyết định ra riêng và tự thành lập một công ty mới. Đầu năm 2005, cả ba cùng rời PayPal và bàn kế hoạch tại quán café Max's Opera gần trường Đại học Stanford. Trụ sở đầu tiên của YouTube là tại thung lũng Silicon. Những tác giả cung cấp bản xem thử của trang web trước công chúng vào tháng 5 năm 2005, sáu tháng trước khi YouTube chính thức ra mắt.

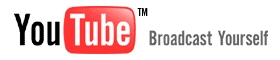
Biểu trưng của YouTube từ lần đầu ra mắt đến năm 2011, kèm theo nó là một khẩu hiệu cũ tên Broadcast Yourself

Trang chủ YouTube sau vài tháng ra mắt (lưu trữ bởi Wayback Machine).

Tên miền "youtube.com" được kích hoạt vào ngày 14 tháng 2 năm 2005 và trang web được phát triển vài tháng sau đó. Video đầu tiên trên YouTube có tên Me at the zoo, được đồng sáng lập trang web Jawed Karim quay tại Sở thú San Diego và đăng tải lên vào ngày 23 tháng 4 năm 2005, video hiện tại vẫn có thể được tìm thấy và xem. YouTube công bố bản thử nghiệm beta cho trang web vào tháng 5 năm 2005. Video đầu tiên đạt 1 triệu lượt xem là một đoạn phim quảng cáo của Nike có sự góp mặt của cầu thủ bóng đá người Brasil Ronaldinho vào tháng 12 năm 2005. Nhận số tiền đầu tư 3,5 triệu đô la từ công ty đầu tư Sequoia Capital vào tháng 11, YouTube chính thức ra mắt vào 15 tháng 12 năm 2005, thời gian này trang web nhận 8 triệu lượt xem mỗi ngày.
Giống như nhiều công ty công nghệ mới thành lập, YouTube khởi đầu với một công ty đầu tư mạo hiểm từ một văn phòng tạm thời ở một ga-ra. Roelof Botha, người cộng tác của Sequoia Capital và là cựu CFO của PayPal, đã gia nhập ban giám đốc của YouTube. Vào tháng 4 năm 2006, Sequoia đặt thêm 8 triệu USD vào công ty, và tiếp theo là thời kỳ phổ biến cực nhanh trong vòng vài tháng đầu.

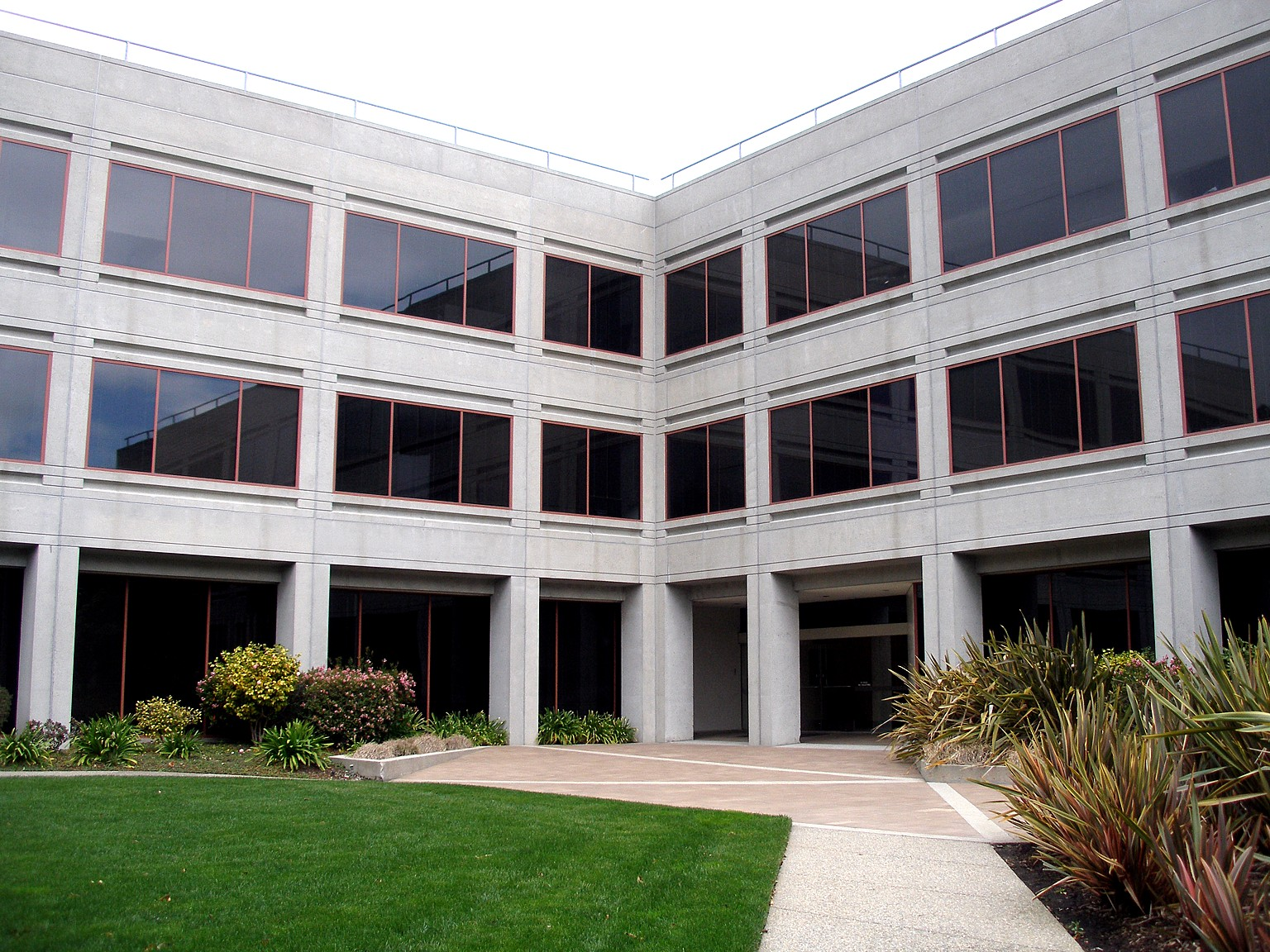
Trụ sở YouTube ở San Bruno từ năm 2006–2010.

Trong mùa hè năm 2006, YouTube là một trong những trang web phát triển nhanh nhất trong cộng đồng Web, và được xếp hạng thứ 5 trong những trang web phổ biến nhất trên Alexa, với tốc độ tăng trưởng thậm chí còn nhanh hơn MySpace. Theo cuộc điều tra vào ngày 16 tháng 7 năm 2006, 100 triệu video clip được xem hàng ngày trên YouTube, cộng thêm 65.000 video mới được tải lên mỗi ngày. Trang web có trung bình 20 triệu lượt truy cập mỗi tháng, theo như Nielsen/NetRatings, trong đó khoảng 44% là nữ giới, 56% nam giới, và khoảng tuổi từ 12 đến 28 tuổi chiếm ưu thế. Điểm ưu việt của YouTube trong thị trường video online đó là sự thực tế. Theo như trang web Hitwise.com, YouTube làm chủ tới 64% thị phần video online ở Anh.
Vào ngày 9 tháng 10 năm 2006, đã có thông báo rằng công ty Google sẽ mua lại công ty với giá là 1,65 tỷ USD bằng cổ phiếu. Thỏa thuận giữa Google và YouTube đến sau khi YouTube đưa ra ba bản thỏa thuận với những công ty truyền thông trong nỗ lực tránh nguy cơ kiện tụng do vi phạm bản quyền. YouTube sẽ tiếp tục hoạt động độc lập, với những đồng sáng lập và 67 nhân viên làm việc trong công ty. Sự giao kèo để mua lại YouTube đã kết thúc vào ngày 13 tháng 11, vào lúc đó, Google là người trả giá cao thứ hai. Cùng tháng, YouTube di chuyển đến một trụ sở mới tại San Bruno, California.
Tháng 11 năm 2006, tên miền "www.youtube.com" dẫn đến một trang có tên tương tự, "www.utube.com". Chủ sở hữu "utube.com", Universal Tube & Rollform Equipment, đã kiện YouTube vì tình trạng truy cập quá tải bởi người dùng YouTube. Universal Tube đã thay đổi tên trang thành "www.utubeonline.com". Năm 2007, YouTube công bố Giải thưởng YouTube (YouTube Award), một giải thưởng hàng năm trao cho người dùng nhằm công nhận các video hay nhất của YouTube do cộng đồng bình chọn. Đầu năm 2009, YouTube đăng ký tên miền mới "www.youtube-nocookie.com" cho các video YouTube được nhúng trên trang của chính phủ Hoa Kỳ.

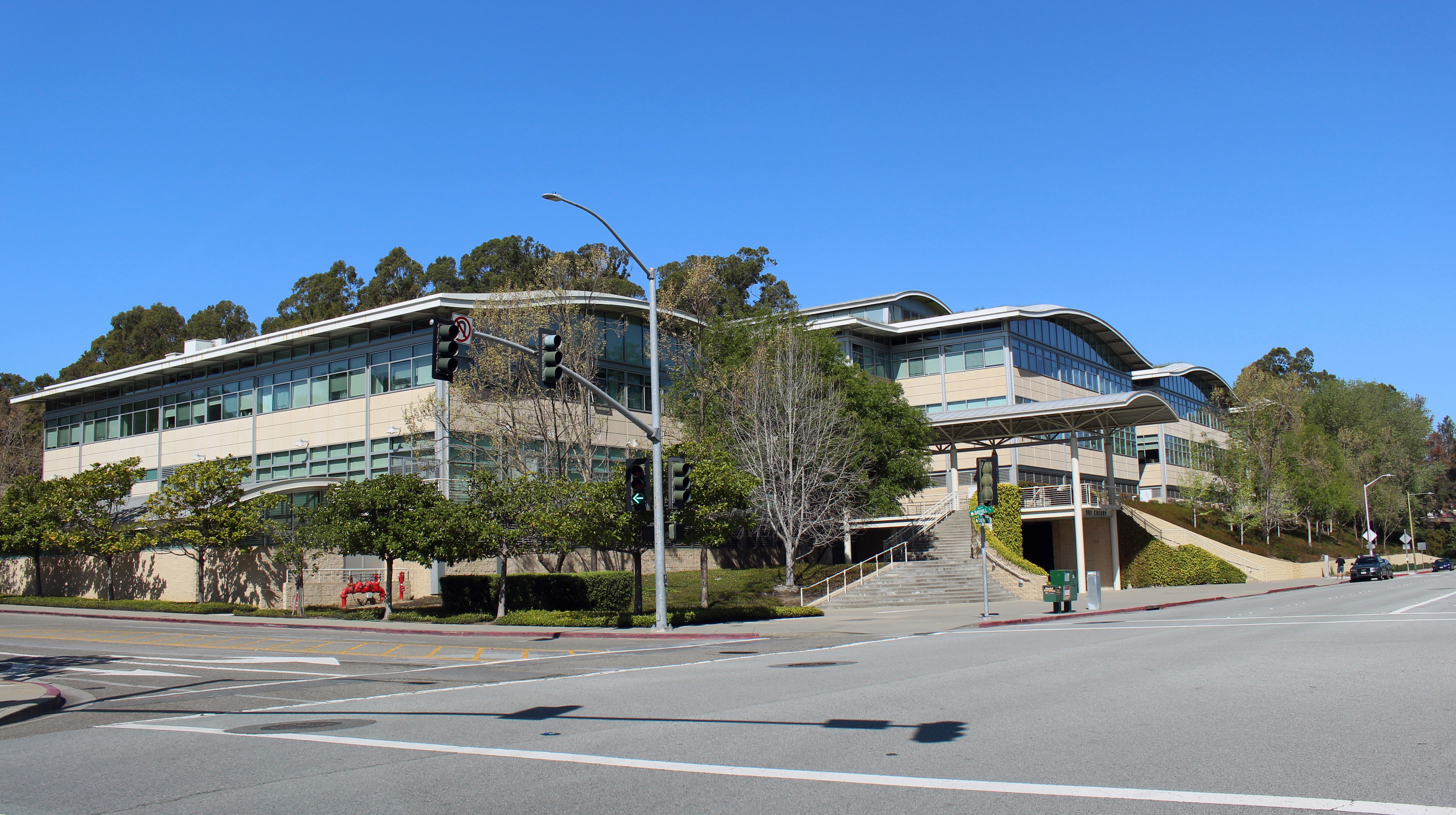
Trụ sở hiện nay của YouTube tại San Bruno, California

Vào tháng 3 năm 2010, YouTube bắt đầu phát trực tuyến một số nội dung, 60 trận cricket của Giải Ngoại hạng Cricket Ấn Độ được công chiếu trực tuyến. Đánh dấu đây là lần phát trực tuyến đầu tiên trên thế giới về một sự kiện thể thao lớn. Vào ngày 31 tháng 3 năm, YouTube đã thiết kế lại và đơn giản hóa giao diện, giúp tăng thời gian người dùng sử dụng trang web. Theo giám đốc sản phẩm của Google, Shiva Rajaraman cho rằng: "Chúng tôi phải quay lại và loại bỏ sự lộn xộn." Vào tháng 5 năm 2010, khoảng 2 tỷ lượt xem video tăng mỗi ngày. Con số này tăng lên ba tỷ vào tháng 5 năm 2011, và đạt ngưỡng 4 tỷ lượt xem vào năm 2012. Tháng 2 năm 2017, tổng cộng có 1 tỷ giờ xem video trên YouTube. Theo dữ liệu năm 2010 do công ty nghiên cứu thị trường comScore báo cáo, YouTube là dịch vụ cung cấp video trực tuyến thống trị thị trường Hoa Kỳ, khi thị phần chỉ khoảng 43% và có hơn 14 tỷ lượt xem video suốt tháng 5 năm này.
Tháng 10 năm 2010, Chad Hurley từ chức giám đốc điều hành của YouTube để đảm nhận vai trò cố vấn, đồng thời Salar Kamangar giữ chức vụ CEO. Vào tháng 4 năm 2011, James Zern, một kỹ sư phần mềm YouTube, cho biết tất cả 30% video trên YouTube chiếm 99% lượt xem trên trang. Vào tháng 11 năm 2011, trang mạng xã hội Google+ được tích hợp vào YouTube và trình duyệt Chrome, cho phép người dùng xem trực tiếp video của YouTube từ trong giao diện Google+.

### 2011–nay

Logo YouTube từ năm 2013–2015

Tháng 12 năm 2011, YouTube ra mắt giao diện mới của trang web, các mục và số kênh đã đăng ký được xếp vào một cột trên trang chủ. Logo YouTube được bố trí với màu đỏ tối hơn, sau logo từ năm 2006. Năm 2012, tổng cộng 60 giờ video được tải lên mỗi phút, 3/4 nội dung trên YouTube đến từ ngoài Hoa Kỳ. Tại thời điểm này, trang web chào đón hơn 8 triệu người dùng mỗi tháng. Vào tháng 10 năm 2012, sau khi trở thành đối tác với ABC News, YouTube lần đầu phát một buổi trực tiếp cuộc tranh luận của tổng thống Hoa Kỳ. Khẩu hiệu Broadcast Yourself được gỡ xuống sau những lần phát trực tiếp nhiều cuộc tranh luận tương tự. Ngày 4 tháng 12 năm 2012, YouTube thiết kể lại giao diện để phù hợp với phiên bản trên điện thoại di động và máy tính bảng. Ngày 21 tháng 12, ca khúc Gangnam Style của ca sĩ người Hàn Quốc Psy trở thành video đầu tiên đạt một tỷ lượt xem.

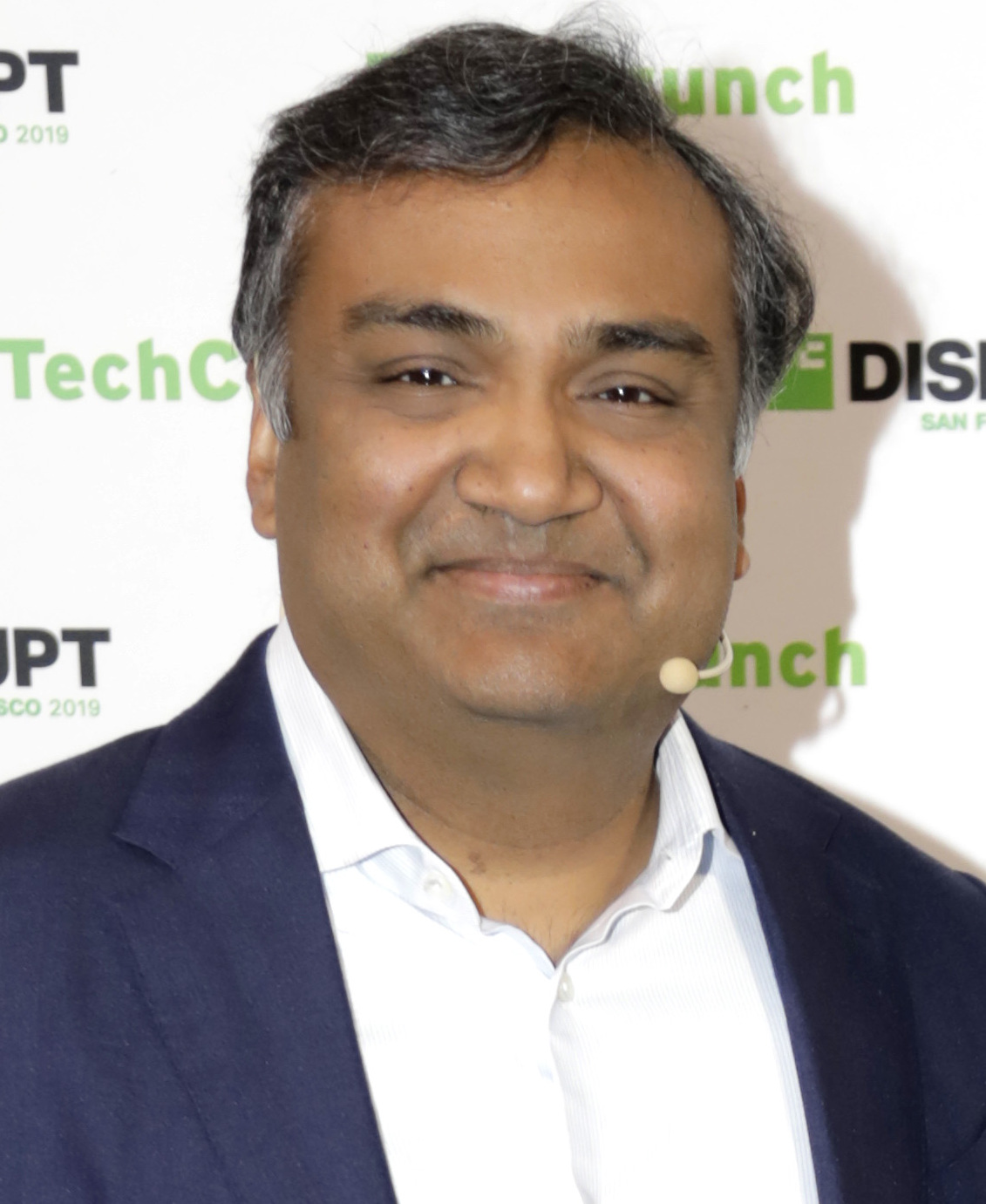
Neal Mohan, bắt đầu trở thành CEO của YouTube kể từ năm 2023

Tháng 3 năm 2013, số lượng truy cập YouTube đạt 1 tỷ người hàng tháng. Đến tháng 5, YouTube tiếp tục hướng đến truyền thông, cho ra mắt YouTube Comedy Week, một sự kiện trong tuần nhằm tập hợp những người ấn tượng trong thể loại hài kịch và Giải thưởng Âm nhạc YouTube (YouTube Music Award), trao cho những video âm nhạc xuất sắc nhất. Cùng năm, kênh chính thức của YouTube, "YouTube", vượt qua kênh "PewDiePie của Felix Kjellberg để trở thành kênh có nhiều lượt đăng ký nhất. Điều này do hệ thống phân loại nội dung của trang web đưa đến người dùng những kênh theo thể loại, cùng với các kênh của YouTube, do đó họ có thể đăng ký và xem chủ đề mình thích. Vào tháng 2 năm 2014, Susan Wojcicki được bổ nhiệm làm CEO tiếp theo của YouTube. Tháng 11 cùng năm, YouTube cho ra một dịch vụ âm nhạc tên "Music Key", cho phép phát trực tuyến âm nhạc miễn phí không quảng cáo trên YouTube cùng với dịch vụ Google Play Music.
Vào tháng 2 năm 2015, YouTube phát hành ứng dụng di động thứ hai có tên YouTube Kids. Ứng dụng này nhắm vào những nội dung chỉ phù hợp cho trẻ em và do phụ huynh kiểm soát.  Ngày 26 tháng 8, YouTube ra mắt YouTube Gaming, một ứng dụng nhắm vào chủ đề trò chơi điện tử, chơi và phát trực tiếp game. Nó cũng cạnh tranh với Twitch của Amazon.com.

Logo YouTube kể từ năm 2017

Vào tháng 10 năm 2015, YouTube công bố YouTube Red (nay là YouTube Premium), một dịch vụ cung cấp loạt phim gốc do chính YouTube sản xuất có sự tham gia của các YouTuber, là tiền nhiệm của Music Key, dịch vụ này chứa quảng cáo với người dùng miễn phí và ngược lại với người trả phí để xem. YouTube cũng phát hành YouTube Music, ứng dụng di động thứ ba hướng đến việc phát trực tuyến âm nhạc và nghe một kho bài hát thuộc YouTube.
Đầu năm 2016, YouTube mở rộng diện tích trụ sở tại San Bruno sau khi mua lại một công viên với giá 215 triệu USD. Sau khi mở rộng, diện tích trụ sở tăng thêm 554,000 ft và có  sức chứa khoảng 2,800 nhân viên. Vào 29 tháng 7 năm 2017, YouTube ra mắt một logo mới, là thiết kế lại của logo cũ dựa trên ngôn ngữ thiết kế Material Design, chữ và biểu tượng nút play màu đỏ (đậm hơn) được tách riêng.
Ngày 3 tháng 4 năm 2018, một vụ xả súng đã xảy ra tại trụ sở YouTube ở San Bruno, California. Vào ngày 17 tháng 5, YouTube đổi tên thương hiệu YouTube Red thành YouTube Premium (kèm theo đó là mở rộng dịch vụ sang Canada và 13 thị trường châu Âu), đồng thời ra mắt phiên bản mới của YouTube Music. Ngày 30 tháng 5, YouTube đóng cửa trang YouTube Gaming để ghép nền tảng này vào trang YouTube chính. Nhân viên của công ty lập luận rằng nền tảng này dễ gây nhầm lẫn và việc ghép vào trang chính sẽ xuất hiện tính năng mới (mỗi trò chơi được bổ sung một thông tin để khám phá các video liên quan), điều này cũng nhằm phát triển cộng đồng lớn mạnh hơn.
Tháng 7 năm 2021, Youtube chính thức ra mắt Youtube Short, tính năng cho phép người dùng tạo ra các video ngắn có thời lượng tối đa 1 phút.

## Tính năng

### Công nghệ video
YouTube thường sử dụng định dạng VP9 và H.264/MPEG-4 AVC cho video. YouTube cũng bắt đầu dùng định dạng AV1.

#### Phát lại
Trước đây để xem một video YouTube trên máy tính, YouTube thường yêu cầu cài đặt Adobe Flash Player vào trình duyệt. Tháng 1 năm 2010, YouTube cho ra phiên bản thử nghiệm của trang web, phiên bản này sử dụng khả năng đa phương tiện được tích hợp các trình duyệt web có tiêu chuẩn HTML5, giúp người dùng có thể phát nhiều video cùng lúc. Tính năng này cho phép xem video mà không cần cài đặt Adobe Flash Player. Chỉ những trình duyệt hỗ trợ HTML cho video nhờ dùng định dạng MP4 (video H.264) hay WebM (video VP8) có thể phát video trên web.

#### Tải lên
Người dùng YouTube có thể tải video lên với thời lượng tối đa 15 phút. Người dùng có tình trạng tốt về việc tuân thủ Nguyên tắc cộng đồng có thể tải lên video với thời lượng tối đa 12 giờ, cũng như phát trực tiếp, việc này cần yêu cầu xác minh tài khoản. Khi lần đầu ra mắt, YouTube cho phép tải video lên với giới hạn thời lượng 10 phút, công ty bắt đầu nhận ra những video dài hơn thời lượng này thường là các đoạn chương trình truyền hình và phim. Trước đây, tải video có thời lượng hơn 12 giờ lên là không thể, dung lượng tải lên chỉ nằm ở mức 128GB.
YouTube hỗ trợ các định dạng tệp như MOV, MPEG4, MP4, AVI, WMV, MPEGPS, FLV, DNxHD, ProRes, CineForm và HEVC (h265). Ngoài ra còn hai định dạng tệp khác được hỗ trợ là 3GPP và WebM, giúp video có thể tải lên từ điện thoại di động.
Phụ đề video được thực hiện tự động bằng công nghệ nhận dạng giọng nói sau khi tải lên. Phụ đề tự động thường không chính xác, do đó YouTube cung cấp một số tùy chọn như tải lên phụ đề đã viết sẵn để sửa lại một cách thủ công.

#### Chất lượng và định dạng

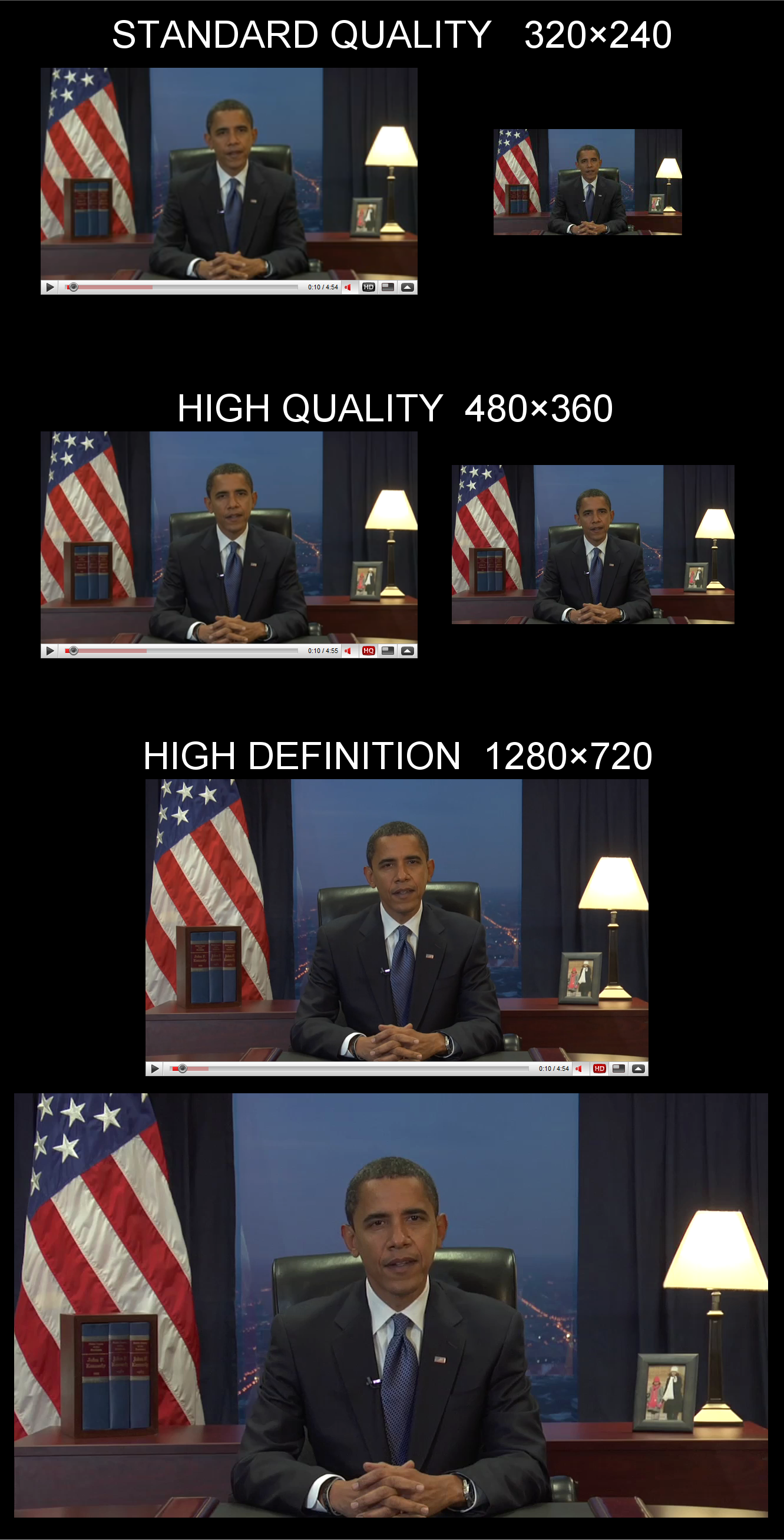
Một ví dụ về độ phân giải của video, chất lượng tiêu chuẩn (SQ), chất lượng cao (SD) và độ phân giải cao (HD).

Thời gian đầu, YouTube cung cấp cho video chất lượng rất thấp, với độ phân giải 320×240 pixel và sử dụng dạng âm thanh MP3. Vào tháng 6 năm 2007, định dạng video 3GP được hỗ trợ trên điện thoại di dộng. Cùng với sự cải tiến chất lượng vào tháng 3 năm 2008, độ phân giải đã tăng lên 480×360 pixel. Tháng 12 cùng năm, độ phân giải HD 720p được thêm vào. Trình phát video của YouTube chuyển tỷ lệ khung hình từ 4:3 sang tỷ lệ màn hình rộng 16:9 sau đó. YouTube bắt đầu đặt H.264/MPEG-4 AVC là định dạng video mặc định trên trang web. Vào tháng 11 năm 2009, độ phân giải 1080p ra mắt, kèm theo là sự xuất hiện của chất lượng 4K vào tháng 7 năm 2010, khi độ phân giải chiếm đến 4096×3072 pixel. Tháng 6 năm 2015, YouTube hỗ trợ chất lượng 8K cùng với độ phân giải 7680×4320 pixel. 2016, YouTube công bố dải tương phản động mở rộng (HDR) cho video, HDR có thể mã hóa với hai định dạng HLG và PQ.
Vào tháng 10 năm 2014, YouTube giới thiệu tốc độ khung hình 60FPS cho video, nhằm sửa đổi tốc độ khung hình của trò chơi điện tử sau khi quay cho phù hợp. Mỗi chất lượng có một tên riêng, như chất lượng tiêu chuẩn được đánh dấu bằng SQ, chất lượng cao (HQ) và độ phân giải cao (HD), nay đã được thay bằng các giá trị phân giải (480p, 1080p,..) hiện có của video. Luồng video được mã hóa ở định dạng P9 với dạng âm thanh Opus; nếu VP9/WebM không được hỗ trợ trong trình duyệt, thì định dạng H.264/MPEG-4 AVC kèm theo dạng âm thanh AAC sẽ thay thế.

#### Video 3D
Video 3D lần đầu tiên ra mắt trên YouTube vào ngày 21 tháng 7 năm 2009, và có thể xem bằng nhiều cách khác nhau như sử dụng ống kính anaglyph (ống kính màu đỏ/lam) để đạt hiệu ứng 3D. Vào tháng 5 năm 2011, phiên bản HTML5 của trình phát video YouTube bắt đầu hỗ trợ các cảnh quay 3D. Vì tính năng bị giảm, video 3D hiện nay chỉ hỗ trợ kính anaglyph đỏ/lam.
| Thông số kỹ thuật cho video 3D | Thông số kỹ thuật cho video 3D | Thông số kỹ thuật cho video 3D | Thông số kỹ thuật cho video 3D | Thông số kỹ thuật cho video 3D | Thông số kỹ thuật cho video 3D |
| Định dạng                      | Độ phân giải                   | Codec video                    | Tốc độ bit video (Mbit/s)      | Codec âm thanh                 | Tốc độ bit âm thanh (kbit/s)   |
| ------------------------------ | ------------------------------ | ------------------------------ | ------------------------------ | ------------------------------ | ------------------------------ |
| MP4                            | 360p                           | H.264                          | 0.5                            | AAC                            | 96                             |
| MP4                            | 240p                           | H.264                          | 0.5                            | AAC                            | 96                             |
| MP4                            | 720p                           | H.264                          | 2-3                            | AAC                            | 192                            |
| MP4                            | 1080p                          | H.264                          | 3-4                            | AAC                            | 192                            |
| WebM                           | 360p                           | VP8                            |                                | Vorbis                         | 128                            |

#### Video 360 độ
Video 360° là video hình cầu giúp người xem trải nghiệm thực tế và tương tác với nội dung thay vì chỉ ngồi yên. Lần đầu được Google công bố vào tháng 1 năm 2015 và bắt đầu hỗ trợ trên YouTube từ tháng 3, video 360 độ có thể xem từ Google Cardboard (thiết bị xem thực tế ảo của Google) và từ nhiều tai nghe thực tế ảo khác. Phát trực tiếp ở định dạng này được hỗ trợ với độ phân giải 4K và giúp người xem trải nghiệm trực tiếp sự kiện đang diễn ra. Năm 2017, YouTube bắt đầu một định dạng video lập thể được gọi là VR180, được quay ở góc nhìn đơn giản 180 độ và dễ sản xuất hơn video 360 độ, định dạng này cũng có thể dùng Google Cardboard.

### Tính năng cho người dùng
Người xem có tài khoản đã đăng nhập có thể thích hoặc không thích (thao tác để xếp hạng video), tạo/lưu danh sách phát, đăng nhận xét, báo cáo và đăng tải lên một video. Đối với những người không có tài khoản, họ vẫn có thể truy cập và trang web và xem bình thường. YouTube cũng cung cấp cho người dùng khả năng xem video của họ trên các trang web bên ngoài trang của YouTube.
Người dùng còn có thể đặt video ở chế độ Công khai, ai cũng đều xem được; không công khai, chỉ những ai có liên kết đến video mới xem được và Riêng tư, chỉ người dùng xem được. Mỗi video có kèm theo một đoạn HTML để nhúng video đó vào bất kỳ trang nào trên Web. Các video YouTube thường được nhúng vào các trang mạng xã hội và blog. Trước đây, hệ thống đánh giá năm sao () thường dùng để xếp hạng video trước khi hai nút Thích và Không thích xuất hiện, nhưng đã bị loại bỏ sau khi YouTube nhận thấy ít khi sao 2-4 được chọn mà thường chỉ có sao 1 và 5, hệ thống này cũng được công ty đánh giá là không hữu ích.
Ngoài ra, chủ sở hữu video có thể vô hiệu hóa khả năng nhúng video, xếp hạng và nhận xét. Người dùng giữ bản quyền tác phẩm của mình theo giấy phép chuẩn của YouTube. Kể từ tháng 7 năm 2012, người dùng có thể chọn giấy phép Creative Commons làm mặc định, cho phép người dùng khác sử dụng và phối lại tác phẩm theo điều khoản của giấy phép.

#### Phát trực tiếp
YouTube đã thử nghiệm sớm tính năng khi phát trực tiếp (livestream) buổi hòa nhạc của U2 vào năm 2009 và buổi trò chuyện của Tổng thống Hoa Kỳ Barack Obama vào năm 2010. Tính năng này dựa vào công nghệ từ các đối tác bên thứ ba, nhưng không lâu sau đó YouTube bắt đầu tự thử nghiệm tính năng phát trực tiếp cho riêng mình.  Vào tháng 4 năm 2011, YouTube triển khai YouTube Live cùng với trang URL "www.youtube.com/live". Việc tạo luồng trực tiếp ban đầu chỉ giới hạn ở số người sáng tạo nội dung. Tính năng này cũng tự động tắt trong một khoảng thời gian giới hạn nếu kênh của người dùng bị cảnh cáo Nguyên tắc cộng đồng hay dính phải vấn đề vi phạm bản quyền.
Tháng 5 năm 2013, những kênh có ít nhất 1,000 lượt đăng ký mới có thể phát trực tiếp, điều này lại thay đổi vào tháng 8 cùng năm khi các kênh với ít nhất 100 lượt đăng ký có thể phát trực tiếp, vào tháng 12, giới hạn lượt đăng ký để sử dụng tính năng này được loại bỏ. Tháng 2 năm 2017, YouTube giới thiệu tính năng phát trực tiếp trên phiên bản di động. Những kênh với ít nhất 10,000 lượt đăng ký mới có thể dùng tính năng này, nhưng điều này thay đổi với các kênh có ít nhất 1000 lượt đăng ký. Phát trực tiếp được hỗ trợ ở độ phân giải 4K với tốc độ khung hình 60fps cho cả video thường và video 360°. Năm 2017, tính năng Super Chat được hỗ trợ trong trình phát trực tiếp, cho phép người xem đóng góp từ 1 đến 500 đô la, khi dùng Super Chat nhận xét của họ sẽ được gắn màu và ghim trong khoảng thời gian ngắn.

#### Tab Cộng đồng
Vào ngày 13 tháng 9 năm 2016, YouTube ra mắt bản beta công khai của Tab cộng đồng, một "mạng xã hội" cho phép người dùng tương tác với khán giả nhờ những bài đăng bằng văn bản, hình ảnh, GIF và cuộc thăm dò ý kiến. Những kênh sở hữu tính năng này đều mất mục Thảo luận.
Để sử dụng Tab Cộng đồng người dùng phải ít nhất có 500 lượt đăng ký mới có thể dùng tính năng này.
Tuy nhiên, về sau nếu người dùng phát triển kênh tốt trong 2 tháng thì cũng sẽ có Tab Cộng Đồng.

#### Câu chuyện
Vào tháng 11 năm 2018, YouTube giới thiệu tính năng "Câu chuyện" cho phiên bản di động, tương tự như Snapchat và Instagram, cho phép người dùng tương tác với người hâm mộ mà không cần đăng hoàn toàn một video. Các câu chuyện được thực hiện bằng những video tự tạo dài 30 giây, cho phép người dùng thêm bộ lọc, nhạc, văn bản và nhãn dán vào video. Câu chuyện có thể được tạo nhiều lần và sẽ biến mất sau 7 ngày.
Câu chuyện được hiển thị dưới dạng một tab riêng biệt trên kênh của người dùng và xuất hiện trên giao diện video, trang chủ. Những người có ít nhất 10,000 lượt đăng mới có thể dùng tính năng này. Ban đầu nó chỉ là phiên bản beta dùng để thử nghiệm và nhận phản hồi từ những người dùng nhất định. Nếu người dùng sử dụng quá mức "Câu chuyện", nó có thể xuất hiện hàng loạt trên trang chủ dưới dạng đề xuất và dễ làm phiền người xem.

## Sản phẩm và nền tảng

### YouTube Premium
YouTube Premium (tên cũ là YouTube Red) là một dịch vụ của YouTube. Dịch vụ này cung cấp nội dung độc quyền là những bộ phim gốc không quảng cáo, phát lại video ngoại tuyến và cho phép truy cập vào dịch vụ "All Access" của Google Play Music. YouTube Premium lần đầu tiên được công bố dưới tên "Music Key" vào ngày 12 tháng 11 năm 2014, một dịch vụ phát nhạc trực tuyến được tích hợp với và thay thế cho dịch vụ "All Access" của Google Play Music. Vào ngày 28 tháng 10 năm 2015, dịch vụ được giới thiệu lại với tên YouTube Red. Tính đến tháng 11 năm 2016, đã có 1,5 triệu người đăng ký dịch vụ với hơn một triệu người dùng thử miễn phí, và đến tháng 6 năm 2017, mùa đầu tiên của YouTube Red Originals nhận được tổng cộng 250 triệu lượt xem.
Trong một tuyên bố với Financial Times vào tháng 6 năm 2014, khi dịch vụ này còn là Music Key, Robert Kyncl, giám đốc kinh doanh tại YouTube, đã xác nhận YouTube sẽ chặn nội dung của các hãng thu không đàm phán thỏa thuận đã ký trong dịch vụ, để đảm bảo rằng "tất cả nội dung trên dịch vụ được điều chỉnh theo các điều khoản hợp đồng mới". Ông cho biết 90% hãng thu đã đạt thỏa thuận với YouTube, nói thêm: "Chúng tôi ước tính rằng mình có tỷ lệ thành công 100%, nhưng chúng tôi hiểu đó không phải là mục tiêu có thể đạt được và do đó, chúng tôi có trách nhiệm với người dùng  và với ngành công nghiệp để mang lại sự trải nghiệm âm nhạc cao". Financial Times cũng báo cáo YouTube đã thỏa thuận với Merlin Network — một nhóm đại diện cho hơn 20,000 hãng thu độc lập vì quyền kĩ thuật số, để đưa nhóm này vào dịch vụ. Tuy nhiên, YouTube chưa xác nhận thỏa thuận.

### YouTube Music
Dịch vụ phát nhạc trực tuyến của YouTube bắt đầu ra mắt vào ngày 12 tháng 11 năm 2015, với hi vọng cạnh tranh với dịch vụ khác như Spotify và Apple Music. Dịch vụ cung cấp tính năng cho người dùng nghe nhạc từ các nghệ sĩ trên YouTube, bao gồm các bài hát phổ biến. Người dùng có thể lưu một bài hát vào thư viện hoặc stream bài hát dưới dạng radio. Nếu là thành viên của YouTube Music Premium, người dùng nghe nhạc sẽ không gặp quảng cáo và có thể phát bài hát trong nền. Ngày 22 tháng 5 năm 2018, YouTube Music chính thức ra mắt sau 2 năm dùng thử.

### YouTube Kids
YouTube Kids là ứng dụng trên điện thoại được thiết kế với những nội dung dành cho trẻ em, lần đầu ra mắt ngày 22 tháng 2 năm 2015. Ứng dụng phân thành bốn loại nội dung; "Chương trình", "Âm nhạc", "Học tập" và "Khám phá", các danh mục được tuyển chọn từ những kênh phù hợp cho trẻ em. Ứng dụng được quản lý bởi phụ huynh của trẻ và có công cụ báo cáo nội dung. Bất chấp điều này, có những nội dung độc hại (bạo lực, khiêu dâm) được đề xuất như "Elsagate", gây ra các mối lo ngại về sự an toàn của trẻ và thuật toán của YouTube. Năm 2018, Youtube Kids chính thức ra mắt ở Việt Nam.

### YouTube TV
Vào ngày 28 tháng 2 năm 2017, trong một thông cáo báo chí tổ chức tại YouTube Space Los Angeles, YouTube đã công bố YouTube TV, một dịch vụ đăng ký phát trực tiếp cho khách hàng Hoa Kỳ với mức giá 35 đô la/tháng. Dịch vụ ra mắt tại năm khu vực đầu tiên: Thành phố New York, Los Angeles, Chicago, Philadelphia và San Francisco vào ngày 5 tháng 4 năm 2017, dịch vụ cung cấp các nội dung trực tiếp từ năm mạng phát sóng lớn (ABC, CBS, CW, Fox và NBC) và từ 40 kênh truyền hình cáp (bao gồm Bravo, USA Network, Syfy, Disney Channel, CNN, Cartoon Network, E!, Fox Sports 1, Freeform, FX và ESPN).

### YouTube Go
YouTube Go là một ứng dụng Android giúp YouTube dễ dàng truy cập hơn trên thiết bị di động ở các thị trường mới nổi. Người dùng có thể tải video xuống để xem ngoại tuyến và chia sẻ video với người dùng khác qua Bluetooth, cũng như tùy chọn xem trước và chỉnh độ phân giải video.
YouTube giới thiệu ứng dụng lần đầu vào năm 2016 tại một sự kiện ở Ấn Độ. YouTube Go chính thức ra mắt tại Ấn Độ vào tháng 2 năm 2017 và đã mở rộng sang 14 quốc gia từ tháng 11 cùng năm, bao gồm Nigeria, Indonesia, Thái Lan, Việt Nam, Malaysia, Thái Lan, Philippines, Kenya và Nam Phi. Ứng dụng tổng cộng có mặt ở 130 quốc gia, gồm Brasil, Mexico, Thổ Nhĩ Kỳ và Iraq vào ngày 1 tháng 2 năm 2018, chiếm 60% dân số thế giới. Android
Năm 2018, Youtube Go được mặc định cài sẵn trên các máy chạy Android Go.

### Nền tảng
Hầu như các điện thoại thông minh đều có khả năng truy cập vào các video của YouTube, trong một ứng dụng hoặc thông qua một trang web được tối ưu hóa. YouTube trên điện thoại được ra mắt vào tháng 6 năm 2007, sử dụng giao thức RTSP cho video. Không phải tất cả video trên trang web đều có sẵn ở phiên bản di động. Kể từ tháng 6 năm 2007, video của YouTube có thể xem khả dụng trên các sản phẩm của Apple. Điều này cần yêu cầu video của YouTube phải chạy trên mã video tiêu chuẩn của Apple, H.264, một quá trình có thể mất đến vài tháng, video của YouTube có thể xem trên Apple TV, iPod Touch và iPhone. Vào tháng 7 năm 2010, tranh web của phiên bản di động có thêm HTML5, tránh việc phải sử dụng Adobe Flash Player để xem video, công ty phát hành ứng dụng YouTube trên nền tảng Android cho các điện thoại di động tại thời điểm này. Vào tháng 9 năm 2012, YouTube phát hành ứng dụng của công ty trên iPhone, khiến YouTube là một trong ứng dụng được tải trước trên iPhone 5 và hệ điều hành iOS 6. Theo GlobalWebIndex, có khoảng 35% người dùng điện thoại thông minh sử dụng YouTube giữa tháng 4 và tháng 6 năm 2013, trở thành ứng dụng được dùng nhiều nhất thứ ba.
Một bản cập nhật của dịch vụ TiVo vào tháng 7 năm 2008 cho phép nó tìm kiếm và xem các video YouTube. Vào tháng 1 năm 2009, YouTube ra mắt "YouTube cho TV", một phiên bản của trang web được thiết kế cho các thiết bị đa phương tiện trên TV kèm với trình duyệt web, cho phép xem video của YouTube trên máy chơi game PlayStation 3 và Wii. YouTube XL được giới thiệu vào tháng 6 năm 2009, nhằm đơn giản hóa giao diện khi xem trên một màn hình TV chuẩn. YouTube là ứng dụng đã xuất hiện trên Xbox Live năm 2011 và Wii vào tháng 11 năm 2012, cho phép YouTube có thể xem được từ kênh của Wii. YouTube khả dụng trên Wii U và Nintendo 3DS, video của nó có thể xem trên trình duyệt web của Wii U sử dụng HTML5. Google phát hành YouTube trên trình phát Roku vào 17 tháng 12 năm 2013, và trên PlayStation 4 của Sony vào tháng 10 năm 2014. Tháng 11 năm 2018, YouTube ra mắt nó là ứng dụng tải được cho Nintendo Switch.

## Nguyên tắc cộng đồng
YouTube có một chính sách nhất định gồm những nguyên tắc cho cộng đồng nhằm giảm sự lạm dụng trang web. Các nội dung bị cấm thường là nội dung mang tính khiêu dâm, video ngược đãi động vật, video gây sốc, nội dung được tải lên mà không có sự đồng ý của chủ bản quyền, ngôn từ kích động, quấy rối hay bạo lực (liên quan đến chiến tranh, xung đột chínn trị, thiên tai, bi kịch), mạo danh, đe dọa và spam. Bất chấp các nguyên tắc trên, YouTube phải đối mặt với chỉ trích từ các nguồn tin về nội dung vi phạm chính sách.

### Nội dung có bản quyền

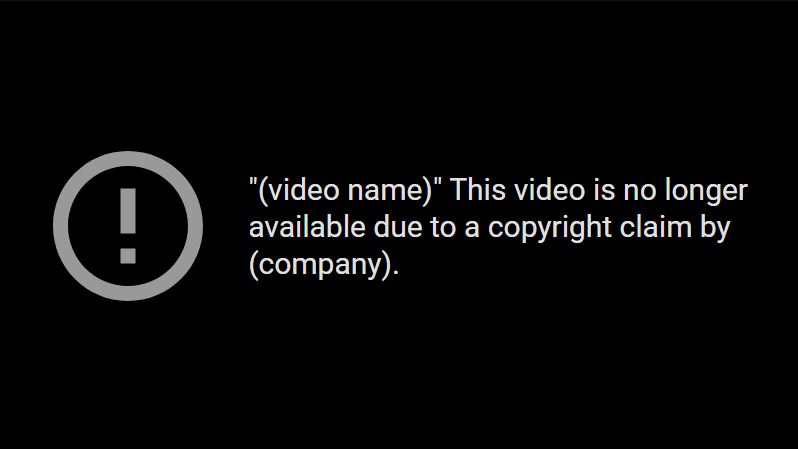
Ví dụ về video vi phạm bản quyền. Một dòng chữ "[Tên video]–Video này không hoạt động do có khiếu nại bản quyền từ [tên công ty, hãng thu,...]" hiện lên khi truy cập vào video.

Trước đây, khi chuẩn bị tải lên một video, người dùng YouTube nhận một lời nhắc tránh vi phạm bản quyền. Dù vậy có nhiều video trái phép bản quyền được đăng tải lên YouTube. YouTube không xem xét video trước khi video đó được đăng công khai, khi phát hiện có dấu hiệu vi phạm bản quyền, chủ bản quyền sẽ thông báo gỡ video xuống theo Đạo luật bản quyền thiên niên kỷ kỹ thuật số (DMCA). Ba cảnh cáo vi phạm bản quyền đến với người dùng dẫn đến việc việc tài khoản và tất cả video của người dùng đó sẽ bị xóa. Viacom, Mediaset và Giải Ngoại hạng Anh từng nộp đơn kiện YouTube vì trang web không thể chặn số lượng lớn video sử dụng nội dung có bản quyền của họ một cách trái phép. Viacom đã yêu cầu YouTube bồi thường ít nhất 1 tỷ đô la sau khi họ tìm thấy hơn 150.000 video chứa bản quyền của mình được đăng tải lên YouTube, tất cả những video được xem tổng cộng 1,5 tỷ lần. YouTube đã đáp lại bằng cách cho rằng điều này vượt xa giới hạn các nghĩa vụ pháp lý của công ty trong việc hỗ trợ chủ sở hữu bản quyền bảo vệ tác phẩm của họ.
Trong cùng một phiên tòa, Viacom đã thắng phán quyết của tòa án yêu cầu YouTube phải trao 12 terabyte (tương đương 12,288 gigabyte) từ cơ sở dữ liệu nhật ký về thói quen xem video của người dùng trên trang web. Quyết định này bị chỉ trích bởi Tổ chức Biên giới Điện tử, cho rằng phán quyết của tòa là xâm phạm quyền riêng tư.  Vào tháng 6 năm 2010, vụ kiện của Viacom đối với Google bị từ chối trong một bản án, Thẩm phán liên bang Hoa Kỳ Louis L. Stanton tuyên bố Google được bảo vệ bởi các điều khoản của DMCA. Viacom kháng cáo lại phán quyết này. Vào ngày 5 tháng 4 năm 2012, Tòa phúc thẩm Hoa Kỳ cho phép vụ kiện được xét xử lại tại tòa. Vào ngày 18 tháng 3 năm 2014, Viacom hòa giải và dừng vụ kiện sau bảy năm.
Vào tháng 4 năm 2012, một tòa án tại Hamburg của Đức đã phán quyết YouTube có thể phải chịu trách nhiệm cho các nội dung có bản quyền được đăng bởi người dùng. Tổ chức quyền âm nhạc GEMA lập luận YouTube đã không ngăn chặn hết những video chứa nhạc có bản quyền của quốc gia này. YouTube đáp lại:
| “ | Chúng tôi cam kết sẽ tìm giải pháp cho vấn đề bản quyền âm nhạc ở Đức để giúp ích cho các ca sĩ, nhạc sĩ, tác giả, nhà sản xuất và hãng thu âm, cũng như cộng đồng YouTube rộng lớn. | ” |

#### Content ID
Vào tháng 6 năm 2007, YouTube bắt đầu thử nghiệm một hệ thống tự nhận diện các video vi phạm bản quyền, gọi là "Content ID". Giám đốc điều hành của Google, Eric Schmidt, nhận xét hệ thống này là cần thiết để giải quyết các vụ kiện trong tương lai. Hệ thống ban đầu dược đặt tên "Video Identification" cho đến khi được gọi là Content ID, hệ thống này tạo một tệp tham chiếu cho âm thanh và video có bản quyền, sau đó đưa nó vào cơ sở dữ liệu. Khi một video được tải lên, Content ID sẽ quét video đó và đối chiếu với tệp trong cơ sở dữ liệu, nếu trùng khớp, video đó được đánh dấu là vi phạm bản quyền. Sau đó, chủ bản quyền có lựa chọn chặn và gỡ bỏ video vi phạm, hay chạy quảng cáo lên video và kiếm tiền từ video đó, hoặc theo dõi số liệu phân tích lượt xem của video. Những người đáp ứng đủ tiêu chí cụ thể mới có quyền sử dụng Content ID.
Năm 2016, Google cho biết công ty đã chi ra 60 triệu đô la để phát triển Content ID và đã trả hơn 2 tỷ đô cho người giữ bản quyền, gấp 2 lần so với năm 2014. Vào năm 2018, phí phát triển hệ thống này tăng lên 100 triệu đô, cùng với đó là khoảng 3 tỷ đô đã trả cho bên giữ bản quyền. Mùa hè cùng năm, Google ra mắt "Copyright Match", một công cụ tương đương với Content ID, dành cho những kênh có hơn 100.000 lượt đăng ký. Khác với Content ID là gửi thông báo video vi phạm đến chủ bản quyền, Copyright Match quét tất cả video trùng khớp với video gốc của người giữ bản quyền, và cho họ tùy chọn liên lạc với người tải lên hoặc yêu cầu YouTube gỡ video đó xuống. Một thử nghiệm tải lên nhiều phiên bản của một bài hát vào năm 2009 cho thấy Content ID hoạt động tốt trong việc tìm kiếm các video vi phạm bản quyền.
Việc sử dụng hệ thống tự động Content ID để gỡ bỏ các video dẫn đến nhiều tranh cãi, vì một số video không được kiểm tra đã được sử dụng hợp lý hay chưa. Nếu người dùng không không đồng ý với quyết định của Content ID, họ có thể điền vào một biểu mẫu tranh chấp này gửi đến chủ sở hữu bản quyền và phản hồi trong 30 ngày. Trước năm 2016, người dùng không thể kiếm tiền đến khi cuộc tranh chấp được giải quyết. Kể từ tháng 4 năm 2016, video có thể được kiếm tiền trong cuộc tranh chấp và tiền sẽ về tay người thắng. Nếu người dùng muốn kiếm tiền từ video lần nữa, họ có thể tắt tiếng trong Trình quản lý video.  YouTube công nhận tính hiệu quả của Content ID là một trong những lý do khiến quy tắc của trang web phải sửa đổi lại vào tháng 12 năm 2010 để cho phép người dùng tải lên có thời lượng không giới hạn.
Ngành công nghiệp âm nhạc nhận xét Content ID hoạt động không hiệu quả, đôi khi nó có thể bị "hỏng". Universal Music Publishing Group (UMPG) cho biết Content ID để lọt khoảng 40% các video vi phạm bản quyền của UMPG trên YouTube". Google phản bác lại nhận định này tuyên bố hệ thống Content ID chặn được khoảng 98% các video vi phạm bản quyền trong khi để con người làm điều này thì chỉ 2%. Vào tháng 12 năm 2018, một người dùng tên Ramjets đã lợi dụng hệ thống này để tố cáo bản quyền TheFatRat bài hát "The Calling", mà thực tế do chính anh sáng tác, nghệ sĩ người Đức đã nhận khiếu nại về vi phạm bản quyền và mất số thu nhập từ video trên do về tay người tố cáo. Vài ngày sau, TheFatRat cho biết video của anh được phục hồi cùng với kênh của Ramjets biến mất.

### Video gây tranh cãi
Video gây tranh cãi là những video gây nên sự tranh cãi xung quanh một nội dung mà nó hướng đến, như bạo lực, xúc phạm, khiêu dâm, hận thù... YouTube đã đối mặt với những chỉ trích về việc xử lý các video gây khó chịu. Tải lên các video có nội dung độc hại bị cấm theo Nguyên tắc cộng đồng của YouTube. YouTube dựa vào báo cáo của người dùng về một video bị gắn cờ, nhân viên của họ sẽ xác định liệu video đó có vi phạm các nguyên tắc hay không.
Vào ngày 6 tháng 4 năm 2017, YouTube thông báo họ đảm bảo "doanh thu chỉ vào tay những người sáng tạo nội dung chơi theo luật", công ty yêu cầu kênh của người dùng phải tuân thủ tốt chính sách đến khi có ít nhất 10.000 lượt xem, họ có thể tham gia Chương trình đối tác của YouTube.
YouTube từng công bố siết chặt chính sách hơn cho Chương trình đối tác vào 16 tháng 1 năm 2018 để xác định người sáng tạo đóng góp tích cực cho cộng đồng. Theo đó, các kênh có ít nhất 4.000 giờ xem trong vòng 12 tháng qua và 1.000 lượt đăng ký mới có thể bật kiếm tiền. Các video cho chương trình Google Preferred sẽ được phê duyệt để xếp hạng video đó dựa trên mức độ phù hợp. Việc thay đổi chính sách theo cách này dẫn đến sự chỉ trích từ các kênh YouTube độc lập, họ cho rằng thuật toán của YouTube đang tạo sự nổi bật cho các nội dung được sản xuất chuyên nghiệp (như video âm nhạc và các chương trình trò chuyện đêm khuya), thu hút lượng người xem rộng và có nguy cơ loại bỏ các nhà quảng cáo, chi phí của những người sáng tạo chuyên nghiệp đã góp phần tăng sự phổ biến cho trang web.

### Bảo vệ trẻ em
Trong tháng 11 năm 2017, giới truyền thông báo cáo một lượng lớn video có sự góp mặt của trẻ em, thường hiển thị nội dung bình thường như chơi đồ chơi hoặc biểu diễn dụng cụ thể dục – đã thu hút nhiều bình luận từ những cá nhân ấu dâm với tính "săn mồi" thường lưu video qua một danh sách phát riêng tư hoặc nhập một số từ khóa bằng tiếng Nga. Các video chỉ hướng trung tâm đến trẻ em bắt đầu lan truyền trên những trang web tối và các diễn đàn của nhiều cá nhân ấu dâm. Năm 2017, YouTube thông báo thời gian xem các video vlog về chủ đề gia đình đã tăng lên 90%. Với lượng lớn video về trẻ em càng tăng, YouTube bắt đầu xảy ra các cuộc tranh cãi và chỉ trích về sự an toàn cho trẻ em tránh khỏi các nội dung xấu trên trang web.
Cuối năm 2017, YouTube đã bị chỉ trích vì hiển thị nội dung không phù hợp cho trẻ em và thường chứa cảnh người nổi tiếng xuất hiện trong các tình huống bạo lực hay gây rối tình dục, nhiều trong số đó thu hút hàng triệu lượt xem và xuất hiện tràn lan trên YouTube Kids, một ứng dụng của YouTube vốn chỉ dành cho trẻ em. "Elsagate" được ngành báo chí xem là thuật ngữ trên Internet đề cập đến tất cả cuộc tranh cãi về chủ đề này. Vào ngày 11 tháng 11 năm 2017, YouTube cho biết họ cố gắng tăng cường bảo mật trang web để bảo vệ trẻ em khỏi nội dung xấu. Cuối tháng, công ty bắt đầu xóa hàng loạt video và các kênh có video không thân thiện với gia đình. Trẻ em cũng tham gia vào các hoạt động xấu hay nguy hiểm dưới sự chỉ dẫn của người lớn. Đáng chú ý nhất là công ty đã loại bỏ kênh Toy Freaks, sở hữu hơn 8,5 triệu người đăng ký, nội dung thường là một người cha cùng hai cô con gái làm những tình huống kỳ quặc và khó chịu. Theo số liệu phân tích từ Social Blade, kênh này kiếm được khoảng 8,7 triệu bảng Anh mỗi năm trước khi bị chấm dứt.
Đầu năm 2019, YouTube thay đổi chính sách về các trào lưu, trò đùa, thử thách có thể gây tổn thất nghiêm trọng về mặt thể xác (như Tide Pod Challenge, thách thức người chơi uống viên nước giặt của hãng Tide) từ "không khuyến khích" sang "cấm chính thức" cho các nội dung trên. Chúng được cho dễ gây hại về mặt cảm xúc của trẻ em.

#### Nội dung khai thác ấu dâm từ trẻ em
Vào tháng 12 năm 2018, The Times phát hiện hơn 100 trường hợp thao túng trẻ em thực hiện hành vi liên quan đến tình dục. Một phóng viên đã gắn cờ các video, nhưng chỉ một nửa trong tổng số chúng biến mất. Phần còn lại đã bị xóa sau khi The Times liên hệ với bộ phận của YouTube.
Vào tháng 2 năm 2019, vlogger Matt Watson xác định một "lỗ hổng" khiến thuật toán của YouTube đề xuất cho người xem nội dung tình dục về trẻ em và làm hệ thống chỉ đề xuất mỗi loại nội dung này. Hầu hết các video này có nhận xét kèm dấu thời gian (timestamp) khi nào "cảnh đó" sẽ xuất hiện với trẻ em từ những cá nhân ấu dâm. Trường hợp khác, người dùng tải lại và đăng lên những video thuộc nội dung này, liên kết video liên quan ở dưới, sau đó kiếm tiền từ nó. Ghi nhận các vụ tranh cãi, YouTube đã xóa hơn 400 kênh và hàng chục triệu bình luận chứa nội dung tình dục, đồng thời báo cáo những người dùng vi phạm đến cơ quan pháp luật Trung tâm quốc gia về trẻ bị mất tích và bóc lột (NCMEC). Người phát ngôn của công ty giải thích: "Bất kỳ nội dung nào – gồm cả nhận xét – gây nguy hiểm cho trẻ vị thành niên được xem là kinh tởm và chúng tôi có chính sách rõ ràng cấm trường hợp này trên YouTube. Còn nhiều việc phải thi hành và chúng tôi sẽ tiếp tục cải thiện, nhanh chóng thâu tóm nội dung lạm dụng". Bất chấp phát ngôn này, AT&T, Disney, Dr. Oetker, Epic Games, và Nestlé đã tạm dừng quảng cáo của họ trên YouTube.
YouTube bắt đầu chặn quảng cáo trên các loại video thu hút những bình luận kích dục. Công ty giải thích đây là một biện pháp tạm thời để họ tìm ra các phương pháp khác loại bỏ vấn đề này. YouTube cũng bắt đầu chấm dứt các kênh chủ yếu về trẻ em và vô hiệu hóa phần bình luận. Những "đối tác đáng tin cậy" có thể yêu cầu bật lại tính năng bình luận, song họ phải chịu trách nhiệm kiểm duyệt bình luận. Hành động này nhằm đảm bảo nếu người xem video là trẻ mới biết đi. YouTube cho biết họ cũng đang triển khai một hệ thống có thể xóa các bình luận ấu dâm trên kênh.

### Nhận xét
Hầu hết các video cho phép người dùng để lại nhận xét, nhưng các khía cạnh tiêu cực, không phù hợp cũng hướng đến hình thức nội dung mà họ viết. Google trao lại cho người dùng một công cụ để quản lý và lọc nhận xét. Những nhận xét xấu thường được báo cáo và bị YouTube xóa. Đầu năm 2019, YouTube vô hiệu hóa phần Nhận xét hầu hết trên các video có nội dung về trẻ vị thành niên, nhằm ngăn chặn những ý kiến mang tính kích dục.
Vào năm 2006, tạp chí Time đã ca ngợi thế hệ Web 2.0 vì cho phép "cộng đồng cộng tác trên quy mô chưa từng thấy" và cho rằng YouTube đang khai thác "sự ngu ngốc" và "sự khôn ngoan" của đám đông. Một số ý kiến trên YouTube không bao giờ bận tâm đến "sự tục tĩu" và "hận thù". The Guardian đã chỉ trích nhận xét của người dùng YouTube vào năm 2009 là "hung hăng", "sai chính tả", "phân biệt giới tính" và sử dụng từ ngữ "vô nghĩa", các bình luận trên YouTube được tờ nhật báo miêu tả là một "cuộc tranh luận sôi nổi". Vào tháng 9 năm 2008, tờ The Daily Telegraph đã bình luận YouTube "khét tiếng" vì những nhận xét mang tính "đối đầu", trong khi The Huffington Post cho rằng các nhận xét trên YouTube dễ "xúc phạm", "ngu ngốc và thô bỉ".

### Triển khai thuật toán
Vào giữa tháng 3 năm 2018, YouTube cho biết hệ thống của họ sẽ tự động thêm các hộp thông tin vào video mà thuật toán của hệ thống cho là có thể đưa ra các lý thuyết âm mưu và tin tức giả mạo, hộp thông tin này liên kết đến Encyclopedia Britannica và Wikipedia, nhằm giảm thiểu việc truyền bá thông tin sai lệch mà không ảnh hưởng đến sự tự do ngôn luận. Sau vụ hỏa hoạn nhà thờ Đức Bà tại Paris vào ngày 15 tháng 4 năm 2019, một số video do người dùng tải lên về vụ cháy được YouTube liên kết đến sự kiện 11 tháng 9 trên Encyclopedia Britannica. Một số người dùng đã phàn nàn với YouTube về sai lầm này, họ xin lỗi và cho biết thuật toán đã xác định nhầm thông tin.
Năm nhà sáng tạo nội dung hàng đầu sở hữu các kênh thuộc LGBTQ+ đã đệ đơn kiện YouTube vào tháng 8 năm 2019, cho biết thuật toán của công ty làm ảnh hưởng đến doanh thu của họ. Nguyên đơn tuyên bố thuật toán đã ngăn chặn và hạn chế các nội dung của họ chứa từ như "gay" (đồng tính nam) hay '"lesbian" (đồng tính nữ), họ cho rằng YouTube đang nắm giữ vị trí quyền lực trong dịch vụ chia sẻ video và công ty đang lạm dụng vị trí đó.

## Lợi nhuận
Google không cung cấp số liệu chi tiết cho phí hoạt động và doanh thu của YouTube, vì cả hai được ghi nhận là "không quan trọng" trong hồ sơ. Vào tháng 6 năm 2008, một bài báo của tạp chí Forbes đã dự đoán mức doanh thu của trang web vào năm 2008 là 200 triệu đô la. Vào tháng 1 năm 2012, người ta ước tính khách truy cập YouTube đã dành trung bình 15 phút mỗi ngày, thấp hơn với một công dân Mỹ xem truyền hình chỉ bốn đến năm giờ mỗi ngày. Cùng năm, doanh thu của YouTube từ chương trình quảng cáo của công ty được ước tính khoảng 3,7 tỷ đô. Năm 2013, dự đoán doanh thu có thể đạt 5,6 tỷ trong khi các cá nhân khác dự tính là chỉ 4,7 tỷ. Vào tháng 5 năm 2013, YouTube giới thiệu một chương trình dùng thử gồm 53 kênh với phí xem từ 0,99 đô la đến 6,99 đô la mỗi tháng. Động thái này được coi là một nỗ lực cạnh tranh với các nhà cung cấp dịch vụ khác như Netflix và Hulu. Trong năm 2017, trung bình người dùng xem YouTube trên thiết bị di động hơn một giờ mỗi ngày.

### Quan hệ đối tác quảng cáo
YouTube đã thiết lập mối quan hệ đối tác và tiếp thị quảng cáo với NBC vào tháng 6 năm 2006. Vào tháng 3 năm 2007, công ty ký thỏa thuận với BBC cho ba kênh có nội dung của BBC, một cho tin tức và hai cho giải trí. Vào tháng 11 năm 2008, YouTube đạt được thỏa thuận với MGM, Lions Gate Entertainment và CBS, cho phép YouTube đăng các bộ phim của ba hãng lên trang web kèm theo quảng cáo. Động thái này nhằm tạo sự cạnh tranh với các trang như Hulu, nơi chứa tài liệu từ NBC, Fox và Disney.

### Quan hệ đối tác với nhà sáng tạo nội dung
Vào tháng 5 năm 2007, YouTube ra mắt Chương trình đối tác YouTube (YPP), một chương trình cho phép nhà sáng tạo nội dung kiếm doanh thu từ quảng cáo trên trang web thông qua tài khoản AdSense của họ. YouTube thường lấy 45% doanh thu quảng cáo từ các video trong Chương trình đối tác, 55% còn lại được chuyển về cho nhà sáng tạo.
Những video vi phạm chính sách của YouTube thường không thể kiếm tiền vì video đó bị chặn hoặc hạn chế. Vào tháng 4 năm 2017, YouTube đặt điều kiện để tham gia vào chương trình đối tác, người dùng phải có ít nhất 10.000 lượt xem trên kênh. Vào ngày 16 tháng 1 năm 2018, công ty quy định những kênh muốn kiếm tiền cần đạt ngưỡng 4.000 giờ xem trong 12 tháng qua và có ít nhất 1.000 lượt đăng ký.
Nút Play YouTube là một phần của Giải thưởng người sáng tạo trên YouTube (YouTube Creator Awards), được trao cho những kênh phổ biến nhất. Những chiếc nút được làm từ hợp kim đồng-nickel, đồng mạ vàng, kim loại mạ bạc, đá ruby và pha lê được trao cho các kênh có ít nhất một trăm nghìn (100.000), một triệu (1.000.000), mười triệu (10.000.000), năm mươi triệu (50.000.000) lượt đăng ký và một trăm triệu (100.000.000) lượt đăng kí.

### Chia sẻ doanh thu với người giữ bản quyền
YouTube thường trả tiền cho chủ sở hữu bản quyền của video. Trong năm 2010, gần 1/3 video chứa quảng cáo đã được tải lên mà không có sự cho phép của chủ bản quyền. YouTube cung cấp tùy chọn cho chủ bản quyền để họ theo dõi, xóa hoặc kiếm doanh thu từ video đó. Vào tháng 5 năm 2013, Nintendo bắt đầu yêu cầu doanh thu quảng cáo từ những người tải lên video chứa ảnh chụp các trò chơi bản quyền của hãng.  Vào tháng 2 năm 2015, Nintendo đồng ý chia sẻ doanh thu với những người sáng tạo nội dung.

## Tác động xã hội

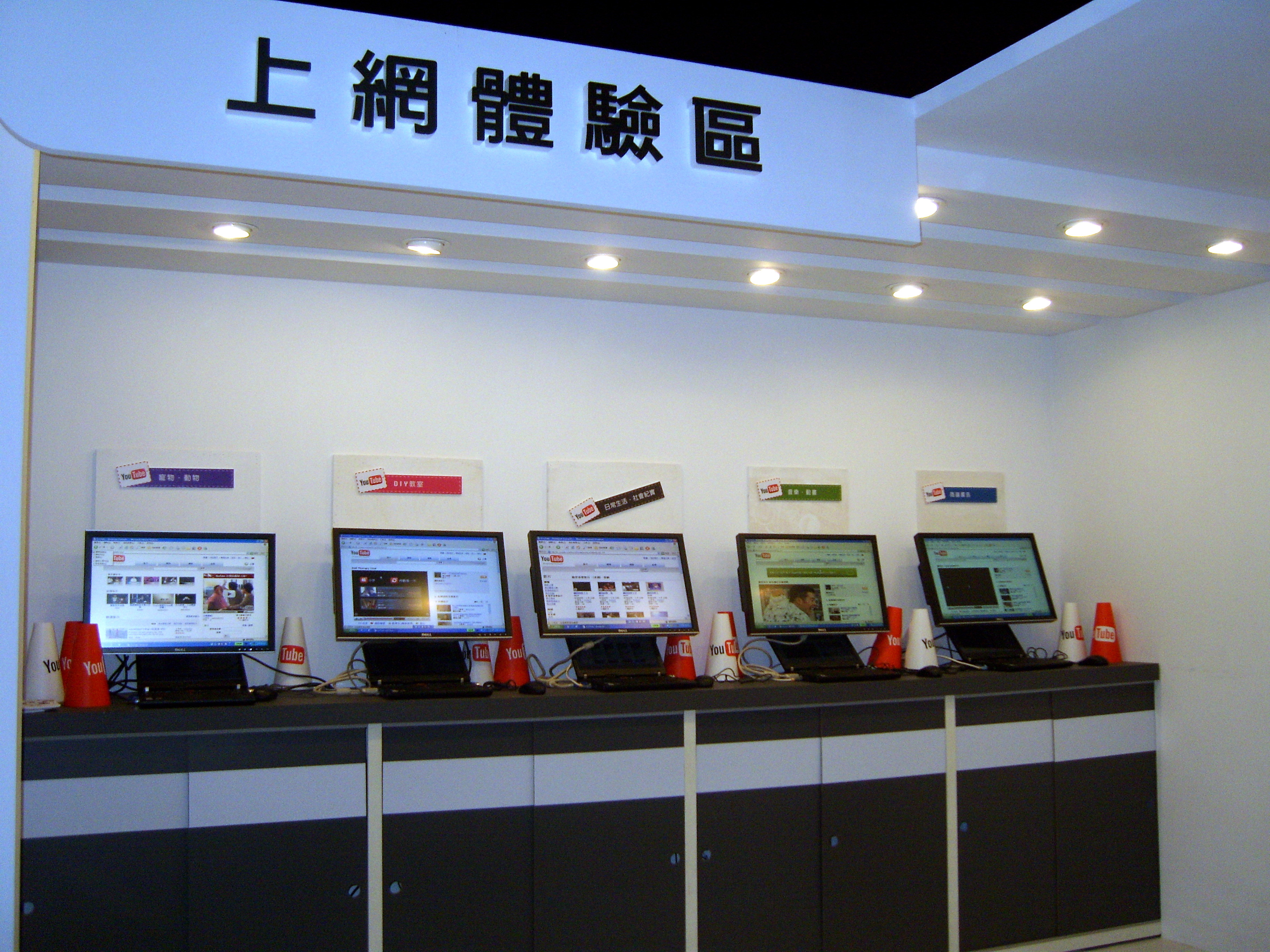
Một hàng máy tính tại Đài Loan sử dụng YouTube vào năm 2007

Trước khi YouTube xuất hiện vào năm 2005, có rất ít phương pháp dễ dàng cho người dùng máy tính thông thường tải lên những đoạn video trực tuyến. Bằng giao diện đơn giản, YouTube khiến cho bất cứ ai cũng có thể gửi lên một đoạn video mà mọi người trên thế giới có thể xem được trong vòng vài phút, chỉ với một kết nối Internet. Các chủ đề với lĩnh vực đa dạng mà YouTube bao trùm đã khiến cho việc chia sẻ video trở thành một trong những phần quan trọng nhất của việc trao đổi trên Internet.

### Ảnh hưởng đến văn hóa xã hội
Một ví dụ về tác động xã hội của YouTube là sự thành công của video "The Bus Uncle" trong năm 2006. Đoạn video cho thấy cuộc hội thoại sôi nổi giữa một thanh niên và người đàn ông lớn tuổi trên chuyến xe buýt ở Hồng Kông. Đoạn video đã thu hút dư luận khắp nơi trên các phương tiện truyền thông chủ yếu. Một video khác trên YouTube cũng thu được lượng lớn sự chú ý của khán giả là "guitar". Đoạn video biểu diễn bằng guitar điện bài "Canon" - một bản nhạc nổi tiếng do nhà soạn nhạc baroque người Đức tên Johann Pachelbel sáng tác. Tên người biểu diễn không được đưa ra trong đoạn video. Đoạn video đã nhận được hàng triệu lượt xem, cùng với đó video đã truyền cảm hứng chơi guitar đến hàng trăm người. Tạp chí The New York Times tiết lộ danh tính của tay guitar là Lim Jeong-hyun, 23 tuổi đến từ Hàn Quốc. Anh đã thu lại đoạn biểu diễn trong phòng ngủ của mình.
"Charlie Bit My Finger" (Charlie cắn ngón tay) cũng là một video có tính lan truyền rất lớn, một thời là video YouTube được xem nhiều nhất mọi thời đại. Tính đến tháng 11 năm 2010, đoạn video đã thu hút hơn 245 triệu lượt truy cập. Đoạn clip miêu tả cảnh hai anh em người Anh, trong đó bé Charlie một tuổi cắn ngón tay người anh trai ba tuổi của mình là Harry. "Charlie Bit My Finger" từng đứng danh sách xếp hạng 50 video YouTube có tính lan truyền mãnh liệt nhất của tạp chí Time.
Năm 2008, YouTube được trao một giải thưởng Peabody Award và được biểu dương vì đã trở thành "một 'góc dư luận', góp phần cụ thể hóa và xúc tiến nền dân chủ".
Tuần báo Entertainment xếp YouTube đứng đầu danh sách trong số cuối thập kỉ. Tờ báo nói rằng YouTube đã "chu cấp một ngôi nhà an toàn từ năm 2005 cho những con mèo chơi piano, người nổi tiếng với những phút bất cẩn, và những ca sĩ hát theo tích cực quá mức."

### Sự thừa nhận của giới truyền thông
YouTube đã có được một sự tăng trưởng về mặt đại chúng cực nhanh, chủ yếu nhờ vào sự truyền miệng trên mạng. Trang web đạt được sự phổ biến từ ban đầu khi nó lưu trữ chương trình ngắn Lazy Sunday của Saturday Night Live. Tuy nhiên, chính sách chính thức của YouTube ngăn cấm việc truyền lên những tài liệu có bản quyền, và NBC Universal, sở hữu SNL, ngay sau đó đã quyết định sẽ hành động.
Vào tháng 2 năm 2006, NBC đã yêu cầu loại bỏ một số nội dung có bản quyền của họ ra khỏi YouTube, trong đó có đoạn phim Lazy Sunday và Thế vận hội Mùa đông 2006. Tháng sau đó, trong một nỗ lực nhằm gia cố chính sách của mình để chống lại sự vi phạm bản quyền, YouTube đã thiết lập giới hạn thời gian cho một đoạn video là 10 phút. Mặc dù những người dùng trước đó được miễn chính sách này, những thành viên mới không thể tải lên những đoạn video dài quá 10 phút. Những người tự sáng tạo ra clip của mình có thể nộp đơn yêu cầu dỡ bỏ giới hạn này. Sự giới hạn này có thể dễ dàng bị người dùng phá vỡ, vì họ chỉ cần tách video gốc thành những phần nhỏ hơn, mỗi phần dưới lượng '10 phút' tối đa.
Mặc dù YouTube đã thỏa mãn yêu cầu của NBC, tình tiết này đã tạo nên một tin tức nóng hổi, khiến cho trang web càng trở nên phổ biến. Do sự phổ biến của YouTube ngày càng tăng cao, NBC bắt đầu nhận ra khả năng của trang web, và tuyên bố, vào tháng 6 năm 2006, một sự hợp tác chiến lược với YouTube. Theo thỏa thuận này, kênh NBC chính thức được cài đặt trên YouTube, trình chiếu đoạn clip quảng bá cho loạt phim The Office. YouTube cũng sẽ quảng bá video NBC trên trang của nó.
CBS, công ty cũng yêu cầu YouTube gỡ bỏ một số clip, đã theo gương NBC vào tháng 7 năm 2006. Trong một bài phát biểu nói về sự nhận thức của YouTube (cũng như các trang web tương tự) về truyền thông truyền thống đã thay đổi như thế nào, Sean McManus, chủ tịch CBS News và Sports có nói:
| “ | Xu hướng của chúng ta hiện nay là, chúng ta trưng bày càng nhiều từ những clip như vậy, thì sẽ càng tốt hơn cho CBS News và kênh truyền hình CBS, do đó khi nhìn về quá khứ đáng lẽ ra chúng ta có thể nắm lấy sự trưng bày đó, và nắm lấy sự chú ý mà nó đã mang lại cho CBS, thay vì giữ sự hẹp hòi và nói 'hãy mang nó xuống' | ” |

Vào tháng 8 năm 2006, YouTube công bố mục tiêu của mình, là trong vòng 18 tháng, sẽ cung cấp mọi video âm nhạc đã từng được làm, trong khi vẫn duy trì sự miễn phí. Warner Music Group và EMI đã xác nhận họ là một trong những công ty đang thỏa thuận để hoàn thành kế hoạch này. Vào tháng 9 năm 2006, Warner Music và YouTube đã ký một thỏa thuận, trong đó nói rằng trang web sẽ được phép lưu trữ bất kỳ video ca nhạc nào của Warner Music với điều kiện chia sẻ một phần thu nhập từ quảng cáo. Hơn nữa, những đoạn video do người dùng tạo nên trên YouTube sẽ được phép sử dụng bài hát của Warner trong nhạc nền của họ.
Vào ngày 9 tháng 10 năm 2006, CBS, Universal Music Group, và Sony BMG Music Entertainment đã công bố một thỏa thuận cung cấp nội dung cho YouTube.
Vào ngày 29 tháng 1 năm 2007, đồng sáng lập YouTube Chad Hurley đã công bố rằng dịch vụ video trực tuyến sẽ trả tiền cho những thành viên đóng góp tích cực (những người thực chất là chủ sở hữu bản quyền thực sự) một phần lợi nhuận từ quảng cáo của trang web. Tuy nhiên, tại Diễn đàn kinh tế thế giới, Hurley không đề cập đến số tiền cụ thể mà YouTube sẽ trả cho những thành viên đóng góp là bao nhiêu.

### Sự theo dõi của báo chí
Wall Street Journal và New York Times đã bình luận các nội dung đã tải lên YouTube, và tác động của nó đối với giao tiếp và tuyển dụng của công ty vào năm 2006. Tạp chí PC World đưa YouTube vào hàng thứ 9 trong Top 10 sản phẩm tốt nhất năm 2006. Vào năm 2007, cả Sports Illustrated và Dime Magazine đã có những bài bình luận xuất sắc về những đoạn phim hấp dẫn của bóng rổ có tựa đề, The Ultimate Pistol Pete Maravich MIX Do sự mua lại của Google, nó đôi khi còn được nhắc đến với tên "GooTube".

### Ảnh hưởng các sự kiện trên thế giới

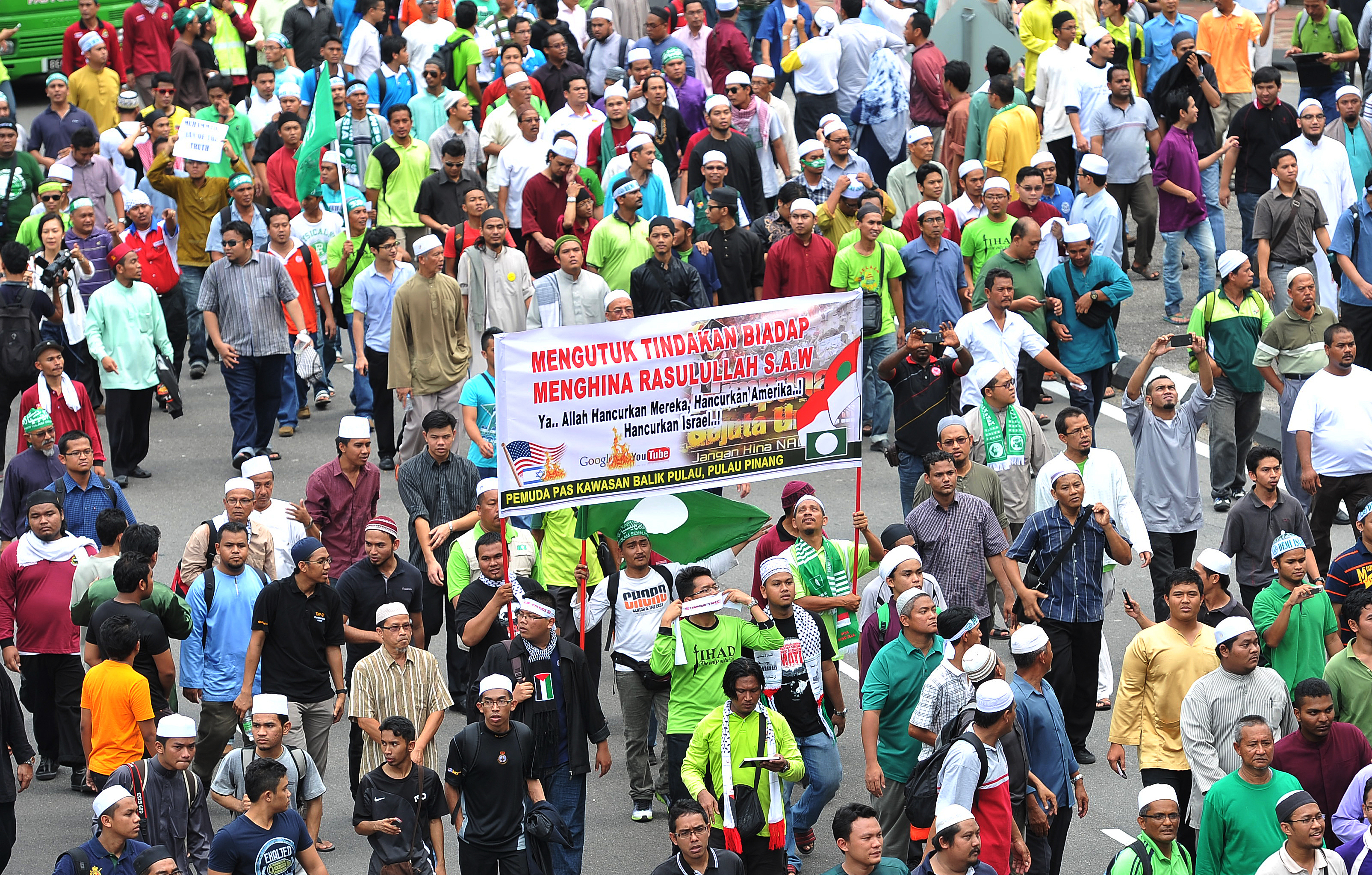
Một đoạn phim video trên YouTube có tên "Sự ngây thơ của người Hồi giáo" (2012) đã khởi xướng các cuộc biểu tình bạo lực quốc tế chống Mỹ, như cuộc biểu tình trong hình tại Kuala Lumpur, Malaysia

Đoạn video Sự ngây thơ của người Hồi giáo (Innoennce of Muslim) trên YouTube năm 2012, được sản xuất riêng ở Hoa Kỳ, được một số người Hồi giáo cho là báng bổ vị tiên tri Muhammad, làm dấy lên những cuộc biểu tình bạo lực chống lại Mỹ, dù video đã bị lên án bởi các quan chức chính phủ Hoa Kỳ. Cuộc biểu tình nhanh chóng lan ra các nước Hồi giáo khác.
Một video quay bằng camera điện thoại di động ghi lại cái chết của một sinh viên Iran bị bắn có tên Neda Agha-Soltan trong cuộc biểu tình bầu cử tổng thống Iran năm 2009, video đã nhận được giải George Polk trong ngành báo chí. Video, cũng như cô gái trẻ đã trở thành một biểu tượng của phong trào đối lập Iran. Hội đồng giải thưởng cho biết họ muốn thừa nhận vai trò của người công dân này, đặc biệt là trong các tình huống mà phóng viên không thể hành động.
Tòa án các Tiểu vương quốc Ả Rập Thống nhất (UAE) năm 2013 đã kết án một năm tù cho 8 người vì tải lên một đoạn phim tài liệu giả mạo trên YouTube về "văn hóa gangsta" của những thanh thiếu niên UAE, trong video miêu tả những thanh thiếu niên quốc gia này là người sống ôn hòa. Chính phủ cho biết 8 người trên đã phỉ báng hình ảnh của xã hội UAE tại nước ngoài.
Các tổ chức tuyên truyền từ Nhà nước Hồi giáo Iraq và Levant (còn được gọi là IS, Daesh hoặc ISIS) đã công khai các video tuyên truyền khủng bố trên YouTube, khiến các cơ quan thực thi pháp luật phải hợp tác chặt chẽ với những công ty truyền thông để có biện pháp đối phó, họ nhanh chóng xóa nội dung này và chấm dứt tài khoản người dùng. Một số cơ quan chính phủ đã ưu tiên báo cáo nội dung mang tính nguy hiểm hoặc bất hợp pháp trên YouTube.

### Tiếp cận một lượng khán giả lớn
YouTube được sử dụng để tăng lượng khán giả, bởi các nghệ sĩ chưa mấy nổi bật và bởi các công ty lớn. Sự phát triển của YouTube như một nền tảng cho các cá nhân và công ty.
Tháng 6 năm 2006, các công ty trong ngành công nghiệp âm nhạc và Hollywood đã bắt đầu thiết lập mối quan hệ kinh doanh chính thức với YouTube. YouTube đã hình thành mối quan hệ đối tác đầu tiên với NBC, để quảng bá cho dòng sản phẩm truyền hình vào mùa thu. Vào tháng 10 năm 2006, Google trả 1,65 tỷ đô la để mua lại YouTube với 67 nhân viên hiện tại trong công ty, với mong muốn tìm kiếm một nền tảng mà khán giả và nhà quảng cáo sẽ chuyển từ truyền hình sang Internet. Google thiết lập YouTube hướng đến doanh nghiệp nhiều hơn, khi họ bắt đầu phủ các biểu ngữ quảng cáo lên video vào tháng 8 năm 2007.
Các nghệ sĩ độc lập đã xây dựng được số lượng người theo dõi lên tới hàng ngàn với chi phí hoặc công sức rất ít, họ phải bán lẻ và quảng bá sản phẩm của mình trên đài phát thanh. Đầu năm 2006, YouTube đã thuyết phục được bốn nhãn hiệu âm nhạc lớn, những nhãn hiệu này ban đầu đã cảnh giác với YouTube vì số lượng lớn tài liệu có bản quyền của họ khi họ hợp tác cùng trang web, tuy nhiên công ty đã thuyết phục với các nhãn hiệu rằng YouTube có thể giúp họ kiếm được nhiều tiền hơn bằng cách giúp họ với kết nối lượng khán giả Internet đang ngày càng tăng. Vào năm 2009, YouTube và Vivendi hợp tác cùng nhau để xây dựng nên dịch vụ video âm nhạc Vevo trên trang web.
Chương trình đối tác của YouTube ra mắt vào năm 2007, tính đến đầu năm 2012 đã có tới hơn 30.000 đối tác, 500 đối tác hàng đầu cho biết họ kiếm được hơn 100.000 đô la mỗi năm. Có một bản báo cáo cho thấy vào cuối tháng 6 năm 2015, 10 kênh YouTube có thu nhập cao nhất đã thu từ 2,5 triệu - 12 triệu đô la, vào đầu tháng 6 năm 2017, mười người có doanh thu cao nhất đã thu được 127 triệu đô la.

### Kinh tế của YouTube
Trước khi được bán cho Google, YouTube đã công khai mô hình kinh doanh là dựa trên quảng cáo, lợi nhuận 15 triệu đô la một năm. Một vài nhà bình luận công nghiệp suy đoán rằng chi phí hoạt động của YouTube – đặc biệt là chi phí cho băng thông – có thể lên tới 5 đến 6 triệu USD mỗi tháng, do đó đã có những lời chỉ trích rằng công ty, giống như nhiều công ty Internet mới khởi nghiệp, không có một mô hình kinh doanh được thực hiện hiệu quả. Trang web bắt đầu quảng cáo vào tháng 3 năm 2006. Vào tháng 4, YouTube bắt đầu sử dụng Google AdSense. Trang web sau đó ngừng sử dụng AdSense, tại một số khu vực địa phương còn sử dụng.

### Quốc tế hóa
Vào ngày 19 tháng 6 năm 2007, CEO Google là Eric Schmidt đã du lịch đến Paris để ra mắt một hệ thống địa phương hóa mới. Toàn bộ giao diện của trang web hiện đã có những phiên bản địa phương hóa ở 102 quốc gia, một vùng lãnh thổ (Hồng Kông) và toàn thế giới:
| Quốc gia/Khu vực                        | URL                            | Ngôn ngữ                                                                             |
| --------------------------------------- | ------------------------------ | ------------------------------------------------------------------------------------ |
| Hoa Kỳ                                  | https://www.youtube.com/?gl=US | Tiếng Anh, Tiếng Tây Ban Nha                                                         |
| Ấn Độ                                   | https://www.youtube.com/?gl=IN | Hindi, Bengal, Tiếng Anh, Gujarati, Kannada, Malayalam, Marathi, Tamil, Telugu, Urdu |
| Argentina                               | https://www.youtube.com/?gl=AR | Tiếng Tây Ban Nha                                                                    |
| Ba Lan                                  | https://www.youtube.com/?gl=PL | Tiếng Ba Lan                                                                         |
| Bolivia                                 | https://www.youtube.com/?gl=BO | Tiếng Tây Ban Nha                                                                    |
| Brasil                                  | https://www.youtube.com/?gl=BR | Tiếng Bồ Đào Nha                                                                     |
| Các Tiểu vương quốc Ả Rập Thống nhất    | https://www.youtube.com/?gl=AE | Tiếng Ả Rập, Tiếng Anh                                                               |
| Canada                                  | https://www.youtube.com/?gl=CA | Tiếng Anh, Tiếng Pháp                                                                |
| Costa Rica                              | https://www.youtube.com/?gl=CR | Tiếng Tây Ban Nha                                                                    |
| Cộng hòa Dominica                       | https://www.youtube.com/?gl=DO | Tiếng Tây Ban Nha                                                                    |
| Đài Loan                                | https://www.youtube.com/?gl=TW | Tiếng Trung                                                                          |
| Đan Mạch                                | https://www.youtube.com/?gl=DE | Tiếng Đan Mạch                                                                       |
| Đức                                     | https://www.youtube.com/?gl=DE | Tiếng Đức                                                                            |
| Ecuador                                 | https://www.youtube.com/?gl=EC | Tiếng Tây Ban Nha                                                                    |
| El Salvador                             | https://www.youtube.com/?gl=SV | Tiếng Tây Ban Nha                                                                    |
| Guatemala                               | https://www.youtube.com/?gl=GT | Tiếng Tây Ban Nha                                                                    |
| Hà Lan                                  | https://www.youtube.com/?gl=NL | Tiếng Hà Lan                                                                         |
| Hàn Quốc                                | https://www.youtube.com/?gl=KR | Tiếng Hàn                                                                            |
| Honduras                                | https://www.youtube.com/?gl=HN | Tiếng Tây Ban Nha                                                                    |
| Hồng Kông                               | https://www.youtube.com/?gl=HK | Tiếng Hán, Tiếng Anh                                                                 |
| Cộng hòa Ireland                        | https://www.youtube.com/?gl=I  | Tiếng Anh                                                                            |
| Israel                                  | https://www.youtube.com/?gl=IL | Tiếng Hebrew, Tiếng Ả Rập                                                            |
| Liechtenstein                           | https://www.youtube.com/?gl=LI | Tiếng Đức                                                                            |
| Malta                                   | https://www.youtube.com/?gl=MT | Tiếng Anh                                                                            |
| México                                  | https://www.youtube.com/?gl=MX | Tiếng Tây Ban Nha                                                                    |
| Cộng hòa Nam Phi                        | https://www.youtube.com/?gl=ZA | Tiếng Afrikaans, Tiếng Zulu                                                          |
| New Zealand                             | https://www.youtube.com/?gl=NZ | Tiếng Anh                                                                            |
| Nga                                     | https://www.youtube.com/?gl=RU | Tiếng Nga                                                                            |
| Nhật Bản                                | https://www.youtube.com/?gl=JP | Tiếng Nhật                                                                           |
| Nicaragua                               | https://www.youtube.com/?gl=NI | Tiếng Tây Ban Nha                                                                    |
| Panama                                  | https://www.youtube.com/?gl=PA | Tiếng Tây Ban Nha                                                                    |
| Paraguay                                | https://www.youtube.com/?gl=PY | Tiếng Tây Ban Nha, tiếng Guarani                                                     |
| Pháp                                    | https://www.youtube.com/?gl=FR | Tiếng Pháp                                                                           |
| Tây Ban Nha                             | https://www.youtube.com/?gl=ES | Tiếng Tây Ban Nha, Galicia, Catalunya, Basque                                        |
| Cộng hòa Séc                            | https://www.youtube.com/?gl=CZ | Tiếng Séc                                                                            |
| Cộng hòa Síp                            | https://www.youtube.com/?gl=CY | Tiếng Hy Lạp, tiếng Thổ Nhĩ Kỳ                                                       |
| Thổ Nhĩ Kỳ                              | https://www.youtube.com/?gl=TR | Tiếng Thổ Nhĩ Kỳ                                                                     |
| Thụy Điển                               | https://www.youtube.com/?gl=SE | Tiếng Thụy Điển                                                                      |
| Úc                                      | https://www.youtube.com/?gl=AU | Tiếng Anh                                                                            |
| Uruguay                                 | https://www.youtube.com/?gl=UY | Tiếng Tây Ban Nha                                                                    |
| Việt Nam                                | https://www.youtube.com/?gl=VN | Tiếng Việt                                                                           |
| Vương quốc Liên hiệp Anh và Bắc Ireland | https://www.youtube.com/?gl=GB | Tiếng Anh                                                                            |
| Ý                                       | https://www.youtube.com/?gl=IT | Tiếng Ý                                                                              |

Google nhắm đến việc cạnh tranh với những trang web chia sẻ video địa phương như Dailymotion ở Pháp. Nó cũng thỏa thuận với những kênh truyền hình địa phương như M6 và France Télévisions để phát sóng nội dung của họ một cách hợp pháp.
Việc thay đổi quốc gia sẽ không thay đổi ngôn ngữ của YouTube.
Vào ngày 17 tháng 10 năm 2007, công ty tuyên bố rằng phiên bản Hồng Kông đã được ra mắt. Steve Chen của YouTube nói rằng mục tiêu tiếp theo sẽ là Đài Loan.
YouTube bị chặn tại Trung Quốc đại lục từ ngày 18 tháng 10 do sự kiểm duyệt cờ Đài Loan. URL đến YouTube được chuyển hướng đến trang tìm kiếm Baidu của Trung Quốc. YouTube được mở khóa trở lại vào 31 tháng 10.

## Tranh cãi

### Chặn các tài khoản
Vào 27 tháng 11 năm 2007, YouTube chặn tài khoản của Wael Abbas, một nhà hoạt động nhân quyền người Ai Cập, đã đăng tải các video ghi hình cảnh sát tàn bạo và các cuộc biểu tình chống chính phủ dưới chế độ Mubarak, mà dịch vụ cho là chứa "nội dung không phù hợp". Theo Reuters, Abbas tải lên ít nhất 100 bức ảnh lên YouTube, 12 hoặc 13 trong số đó chứa cảnh bạo lực trong đồn cảnh sát. Ba ngày sau, tài khoản cùng với 187 video của ông được phục hồi.
Vào ngày 31 tháng 12 năm 2017, diễn viên hài người Mỹ Logan Paul đăng tải một video anh cùng bạn bè du lịch đến Nhật Bản. Khi vào khu rừng Aokigahara dưới chân núi Phú Sĩ, Paul tình cờ ghi hình xác chết của một người đàn ông treo cổ tự tử. Paul cùng nhóm bạn báo cho cơ quan chức năng giải quyết và hủy kế hoạch của chuyến đi. Video thu hút hơn 6,3 triệu lượt xem trong vòng 24 giờ. Logan Paul bị chỉ trích vì có thái độ vô cảm với nạn nhân, khiến anh phải xóa video và lên tiếng xin lỗi, cho rằng mình không có ý phỉ báng nạn nhân. Ngày 11 tháng 1 năm 2018, YouTube thông báo loại bỏ Logan Paul khỏi chương trình quảng cáo Google Preferred của công ty, và đến ngày 9 tháng 2, trang web chặn các quảng cáo trên kênh của anh suốt 18 ngày vì các hành động trước đây.
Tháng 2 năm 2018, kênh chính thức của chính phủ Pakistan bị gỡ xuống do vi phạm bản quyền, chính phủ đã lấy một đoạn phim từ vlogger tên Irfan Junejo mà không xin phép anh trước. Kênh của chính phủ trở lại sau đó. Những sự việc tương tự như vào tháng 7 năm 2018, YouTube chấm dứt kênh của Alex Jones, một người dẫn chương trình radio, trong 90 ngày vì có phát ngôn thù hận, và cùng tháng, kênh FamilyOfFive bị gỡ xuống vĩnh viễn do chứa nội dung gây nguy hiểm cho trẻ em trong video của mình. Vào tháng 6 năm 2019, kênh của bình luận viên Steven Crowder bị chặn quảng cáo và tắt kiếm tiền vì gây tổn thương cho một cộng đồng sau khi có những từ ngữ phê bình xúc phạm, dù vậy YouTube vẫn cho rằng Crowder không vi phạm chính sách của công ty.

### Vấn đề bản quyền
Vào ngày 24 tháng 5 năm 2016, Matt Hosseinzadeh, có biệt danh "Bold Guy" và sở hữu kênh YouTube MattHossZone, đã đệ đơn kiện Ethan và Hila Klein từ kênh YouTube h3h3Productions vì đã chỉ trích nội dung của ông trong một video châm biếm. Luật sư của Hosseinzadeh cho biết khoảng 70% nội dung của ông được họ đưa vào video. Người dùng Philip DeFranco đã gây quỹ trên GoFundMe với chiến dịch mang tên "Trợ giúp cho H3H3" nhằm bảo vệ quyền sử dụng hợp lý trên YouTube, tổng quyên góp thu được 170.000 đô la. Tháng sau, nhà Klein thông báo qua một video bất kỳ khoản tiền nào còn sót từ vụ kiện sẽ được giao vào tài khoản ký quỹ "Tài khoản bảo vệ quyền sử dụng hợp lý" (FUPA), nhằm cho những người dùng khác cần hỗ trợ trong trường hợp họ bị kiện do vi phạm bản quyền.
Vào ngày 30 tháng 1 năm 2019, ObbyRaidz, một kênh với hơn 6.000 người đăng ký, đã tweet trên Twitter rằng ai đó tên VengefulFlame gửi một tin nhắn cho biết kênh của anh đã nhận hai cảnh cáo vi phạm bản quyền (copyright strike), nhưng thực tế anh không vi phạm gì, người này đe dọa anh giao nộp 150 đô la hoặc không tài khoản của ObbyRaidz sẽ nhận cảnh cáo thứ ba và mất kênh. VengefulFlame đồng thời nhắn tin cho anh về đoạn tweet: 
| “ | Chào, bạn đã tweet về chúng tôi, chúng tôi không biết tại sao bạn nghĩ thế là một ý tưởng tốt hay bạn nghĩ sẽ được ai giúp, nhưng điều này đã trái với thỏa thuận. Hãy sẵn sàng nhận cảnh cáo thứ ba, và chúng tôi sẽ cố gắng chấm dứt cả twitter của bạn." | ” |

 Kenzo, một kênh với 60.000 người đăng ký, cho biết đã nhận tin nhắn tương tự từ VengefulFlame, người này đe dọa anh trả 400 hoặc 600 đô la giá bitcoin. Nhận được thông tin từ hai sự việc, YouTube vào cuộc giải quyết cảnh cáo và chấm dứt kênh của VengefulFlame.

## Kiểm duyệt

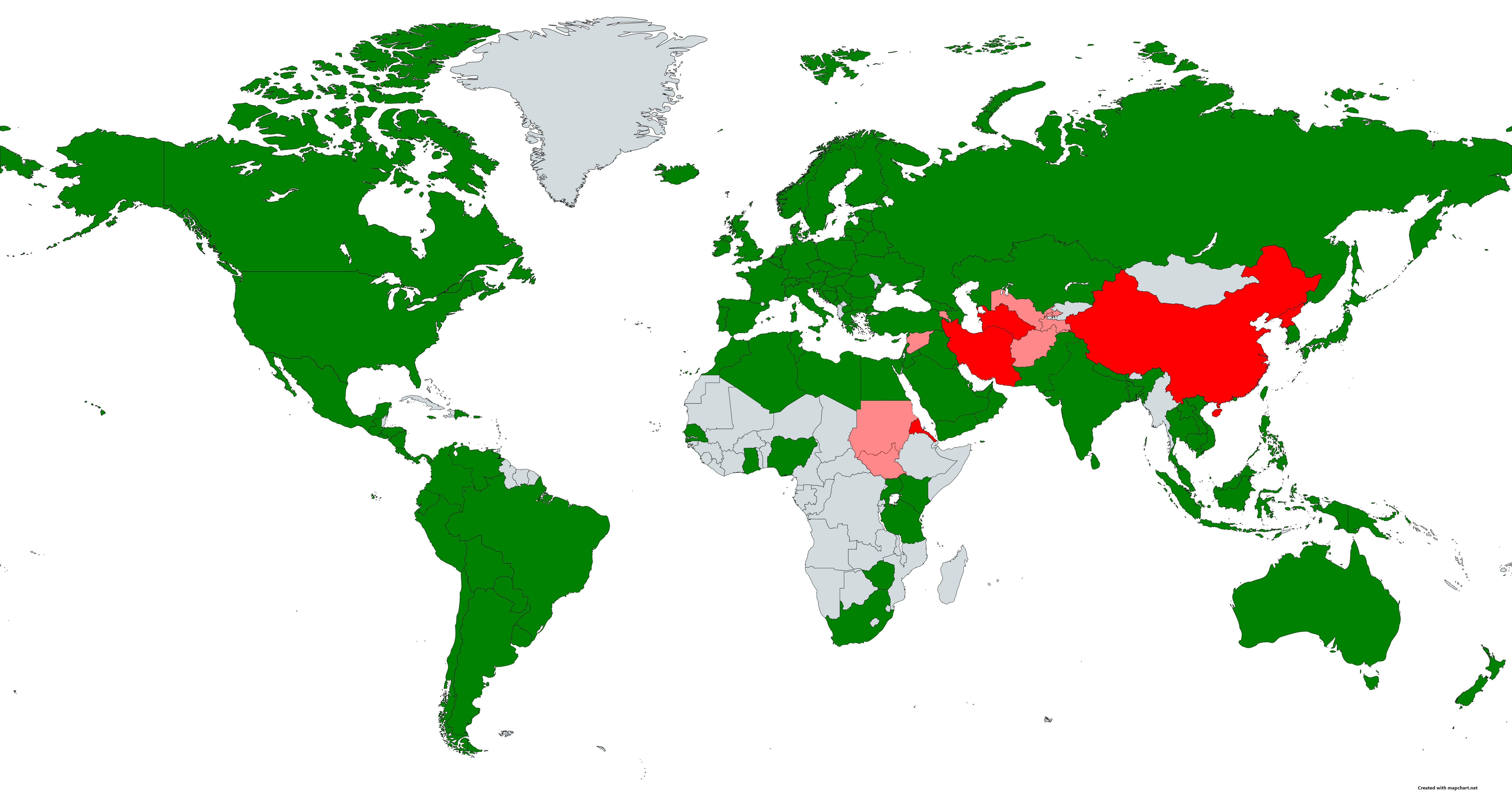
Bản đồ các quốc gia chặn YouTube
Những quốc gia có YouTube
Có thể truy cập
Hiện đang bị chặn
Từng bị chặn

Dù vị trí hoạt động của YouTube đặt ở toàn cầu nhưng trang web bị chặn ở một số quốc gia do lệnh kiểm duyệt. Ở các quốc gia khác, YouTube có thể truy cập được nhưng một số video bị chặn. Các doanh nghiệp, trường học, cơ quan chính phủ và các tổ chức tư nhân khác thường chặn các trang mạng xã hội như YouTube vì những lí do, như giới hạn băng thông hoặc việc trang web dễ gây mất tập trung.

### Armenia
Sau cuộc bầu cử tổng thống gây tranh cãi vào tháng 2 năm 2008, chính phủ Armenia đã chặn quyền truy cập YouTube của người dùng Internet trong một tháng vì lý do phe đối lập Armenia đã sử dụng trang web này để công khai video về sự tàn bạo của cảnh sát đối với những người biểu tình chống chính phủ.

### Bangladesh
Vào tháng 3 năm 2009, YouTube đã bị chặn ở Bangladesh sau khi đoạn ghi âm cuộc họp giữa thủ tướng và sĩ quan quân đội được đăng tải lên, đoạn ghi âm ghi lại sự tức giận của quân đội về cách chính phủ xử lý một cuộc nổi loạn của lính biên phòng ở thủ đô Dhaka. Lệnh cấm được dỡ bỏ vào 21 tháng 3.
YouTube lần nữa bị chặn tại quốc gia này vào 12 tháng 9 năm 2012, khi có những vụ tranh cãi xảy ra về các video liên quan đến đoạn phim ngắn Sự ngây thơ của người Hồi giáo, với nội dung chống người Hồi giáo. Lệnh cấm được dỡ bỏ vào 5 tháng 6 năm 2013.

### Brasil
Vào tháng 1 năm 2007, YouTube bị kiện bởi người mẫu Brasil Daniella Cicarelli và bạn trai cô, khi trang web lưu trữ một đoạn video ghi lại cảnh trong đó cô và bạn trai đang quan hệ tình dục trên một bãi biển tại Tây Ban Nha. Vụ kiện yêu cầu YouTube bị chặn ở Brasil cho đến khi tất cả các video liên quan đều bị xóa. Vào ngày 6 tháng 1 năm 2007, một lệnh cấm hợp pháp đã áp dụng các bộ lọc để ngăn người dùng ở Brasil truy cập vào YouTube.
Đoạn video không chỉ có sẵn trên YouTube mà còn trên các trang web khác. Vào thứ ba, ngày 9 tháng 1 năm 2007, một tòa án đã gỡ bỏ các bộ lọc. Các video vẫn bị chặn và bị xóa khỏi trang web.
Vào tháng 6 năm 2007, một thẩm phán đã ra án cho Cicarelli và bạn trai cô phải trả các chi phí tòa án và luật sư, cũng như 10.000 BRL (khoảng 3,203 USD) cho ba bị cáo, YouTube, Globo và iG, với lý do không thiện chí trong việc loại bỏ sự riêng tư khi hành động ở nơi công cộng.
Hiện tại lệnh cấm đã gỡ bỏ vào tháng 7 năm 2007

### Các Tiểu vương quốc Ả Rập Thống Nhất
Cơ quan quản lý viễn thông (TRA) của Các Tiểu vương quốc Ả Rập Thống nhất đã chặn YouTube từ tháng 8 năm 2006 vì lo ngại lượng nội dung về "người lớn" ngày càng tăng. Theo TRA, YouTube đã không phân loại và tách nội dung khiêu dâm người lớn ra khỏi nội dung thông thường. Lệnh cấm được gỡ bỏ vào tháng 10.

### Đức

#### YouTube bị chặn từ năm 2009 đến năm 2016
Việc chặn video thuộc YouTube ở Đức là một phần của tranh chấp trên cơ sở bản quyền giữa YouTube và Gesellschaft für musikalische Aufführungs- und machische Vervielfältigungsrechte (GEMA), một tổ chức quyền âm nhạc ở Đức.
Theo một tòa án Đức tại Hamburg, công ty con YouTube của Google có thể phải chịu trách nhiệm bồi thường thiệt hại khi lưu trữ video có bản quyền mà không có sự cho phép của chủ sở hữu. Do đó, các video âm nhạc cho các nghệ sĩ lớn trên YouTube, cũng như nhiều video có chứa nhạc nền, đã không có sẵn ở Đức kể từ cuối tháng 3 năm 2009, sau khi thỏa thuận trước đó đã hết hạn. Vào ngày 31 tháng 10 năm 2016, YouTube và GEMA đã đạt thỏa thuận về tiền bản quyền, kết thúc 7 năm chặn quyền truy cập vào các video âm nhạc ở Đức.
Một nghiên cứu từ trang lưu trữ video của Đức, MyVideo, ước tính rằng 61,5% trong số 1000 video được xem nhiều nhất YouTube bị chặn ở Đức. Con số này cao hơn đáng kể so với, ví dụ, Hoa Kỳ (0,9%) hoặc ở Thụy Sĩ (1,2%). Một nghiên cứu khác cho thấy khoảng 3% trong số các video trên YouTube và 10% trong các video đó có hơn một triệu lượt xem, đều bị chặn ở Đức.

#### Nghị quyết của Nghị viện đang chờ xử lý năm 2019
Điều 13 trong Chỉ thị về bản quyền hiện là mối lo ngại của những nhà sáng tạo nội dụng và có khả năng  kiểm duyệt, bắt buộc đối với các quốc gia thuộc Liên minh châu Âu trong vòng hai năm nếu được thông qua.

### Indonesia
Vào ngày 1 tháng 4 năm 2008, Bộ trưởng Thông tin Indonesia Muhammad Nuh đã yêu cầu YouTube loại bỏ Fitna, một đoạn phim ngắn gây tranh cãi của chính trị gia cánh hữu người Hà Lan Geert Wilders. Chính phủ cho hai ngày để công ty xóa video hoặc YouTube sẽ bị chặn ở nước này. Vào ngày 4 tháng 4, YouTube không hề xóa video, Nuh đã yêu cầu các nhà cung cấp dịch vụ Internet (ISP) chặn quyền truy cập vào YouTube. Vào ngày 5 tháng 4, YouTube đã bị chặn khoảng thời gian ngắn bởi một ISP để thử nghiệm. Vào ngày 8 tháng 4, YouTube, cùng với MySpace, Metacafe, RapidShare, Multiply, LiveLeak và trang web của đoạn phim Fitna, đã bị chặn ở Indonesia trên các ISP. Việc chặn được gỡ bỏ vào ngày 10 tháng 4.

### Iran
YouTube cùng với một số trang web khác bị chặn tại Iran vào ngày 3 tháng 6 năm 2006, sau khi cho rằng các trang này đã vi phạm các quy tắc ứng xử xã hội và đạo đức. YouTube bị chặn sau khi có một video quay lại cảnh một ngôi sao opera Iran đang quan hệ tình dục. Việc chặn được gỡ bỏ sau cuộc bầu cử tổng thống Iran năm 2009, nhưng vào năm 2012, YouTube lần nữa bị chặn sau khi đoạn trailer của bộ phim Sự ngây thơ của người Hồi giáo được đăng tải lên. Iran gỡ bỏ việc chặn YouTube cho các trường học vào tháng 8 năm 2017 vì nhu cầu học tập.

### Libya
Vào ngày 24 tháng 1 năm 2010, Libya đã chặn YouTube vì những video về các cuộc biểu tình của gia đình những người bị giết trong nhà tù Abu Salim năm 1996 tại thành phố Benghazi. Việc chặn sau đó bị Tổ chức Theo dõi Nhân quyền lên án.  Vào tháng 11 năm 2011, YouTube được mở khóa trở lại sau nội chiến Libya.

### Malaysia
Vào tháng 5 năm 2013, YouTube bị chặn vì các video chỉ trích chính phủ Malaysia mặc dù chính phủ đã hứa rằng sẽ không kiểm duyệt Internet.

### Nga
Video chịu trách nhiệm về vụ đánh bom ga điện ngầm Moscow năm 2010, đã nhanh chóng đạt được 800.000 lượt xem sau bốn ngày, nhưng đồng thời bị xóa, tất cả các video của Dokka Khamatovich Umarov cũng bị xóa tương tự. Hơn 300 video của trang web Kavkaz Center được Nga yêu cầu YouTube xóa vì có "nội dung không phù hợp". Nga bị chỉ trích vì gây áp lực lên YouTube để chấm dứt hàng trăm video.
Ngày 29 tháng 7 năm 2010, một tòa án tại thành phố Komsomolsk-na-Amure đã yêu cầu các ISP địa phương chặn quyền truy cập vào youtube.com, web.archive.org và các trang web cho phép tải sách miễn phí, vì chúng được cho là chứa tài liệu cực đoan. Tuy nhiên, yêu cầu này bị loại bỏ và không được thực hiện.

### Pakistan

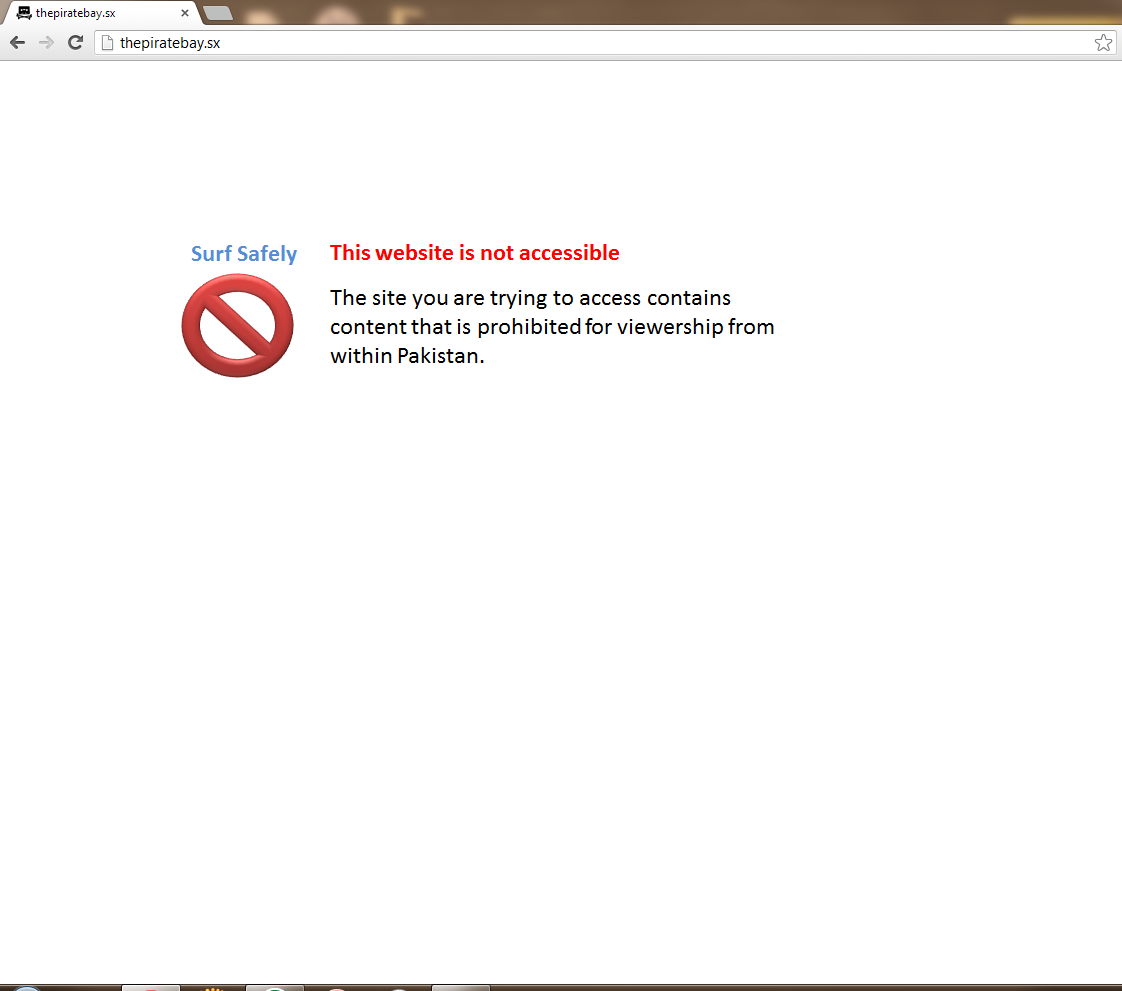
Dòng lời nhắn "Trang web này không thể truy cập" xuất hiện khi người dùng truy cập vào một trang web bị chặn tại Pakistan. Ví dụ như YouTube.

Vào tháng 2 năm 2008, Cơ quan Viễn thông Pakistan (PTA) đã chặn quyền truy cập YouTube trên mọi ISP của Pakistan, lý do là vì trang web chứa hàng loạt video về đoạn phim báng bổ Hồi giáo của chính trị gia người Hà Lan Geert Wilders. Tuy nhiên, PTA đã vô tình chặn quyền truy cập vào YouTube trên toàn thế giới suốt hai giờ vào ngày 25 tháng 2 năm 2008. Việc chặn được gỡ vào ngày 27 tháng 2 năm 2008 cùng với đó là các video phỉ báng đã bị xóa.
Vào ngày 20 tháng 5 năm 2010, là ngày "Everybody Draw Mohammed Day" (Ngày mọi người vẽ Mohammed), Pakistan một lần nữa chặn trang web vì những bức tranh báng bổ nhà tiên tri Mohammed.  Lệnh cấm đã được dỡ bỏ vào ngày 27 tháng 5 năm 2010, sau khi YouTube đã xóa chúng theo yêu cầu của chính phủ. Các video riêng lẻ được coi là xúc phạm người Hồi giáo được đăng tải lên vẫn tiếp tục bị chặn. Vào tháng 9 năm 2012, PTA chặn YouTube lần nữa vì trang web không xóa đoạn phim có nội dung chống Hồi giáo Sự ngây thơ của người Hồi giáo được sản xuất tại Hoa Kỳ. YouTube tiếp tục bị chặn cho đến khi nào bộ phim được gỡ bỏ.
Ngày 25 tháng 7 năm 2013, chính phủ thông báo họ sẽ xem xét lại việc mở khóa YouTube vào tuần hai của tháng 8. Một ủy ban gồm 12 thành viên đã hành động dưới hiệu lệnh của Bộ trưởng Bộ Công nghệ Thông tin và Viễn thông tại Pakistan, Anusha Rahman, để dò sát và gỡ bỏ những nội dung phản cảm. Cơ quan Viễn thông Pakistan (PTA) đã bất lực trong việc lọc nội dung này. Vào ngày 11 tháng 12, PTA đã thuyết phục được ban quản lý Google cung cấp phiên bản địa phương với tên miền "youtube.com.pk" cho Pakistan, chính quyền địa phương sẽ dễ dàng xóa nội dung phản cảm từ phiên bản địa phương hơn so với phiên bản quốc tế của YouTube. Tuy nhiên, phiên bản này chỉ được cung cấp sau khi chính phủ Pakistan đáp ứng một số yêu cầu.
Vào ngày 21 tháng 4 năm 2014, Ủy ban Thường vụ về Nhân quyền của Thượng viện Pakistan đã yêu cầu chính phủ liên bang gỡ bỏ lệnh cấm đối với YouTube. Ngày 6 tháng 5 năm 2014, Quốc hội Pakistan đã nhất trí thông qua một nghị quyết để dỡ bỏ lệnh cấm YouTube, nó bắt đầu có hiệu lực từ ngày 2 tháng 8. Vào ngày 8 tháng 2 năm 2015, chính phủ thông báo YouTube vẫn sẽ bị chặn "vô thời hạn" vì họ không thể tìm ra một công cụ hay giải pháp nào để chặn toàn bộ nội dung gây phản cảm. Vào tháng 6, đúng 1.000 ngày YouTube bị chặn kể từ tháng 9 năm 2012, lệnh cấm vẫn có hiệu lực. Lệnh cấm được dỡ bỏ do lỗi trục trặc kỹ thuật vào ngày 6 tháng 12 năm 2015, theo các ISP. Vào 18 tháng 1 năm 2016, lệnh cấm chính thức đã được gỡ bỏ, YouTube ra mắt một phiên bản địa phương cho trang web tại Pakistan.

### Phần Lan
Vào ngày 30 tháng 11 năm 2017, các video có chứa âm nhạc Phần Lan trên YouTube đều bị chặn bởi một tổ chức quyền âm nhạc phi lợi nhuận tên "Teosto" tại quốc gia này. Theo Teosto, Google đã chặn các video của họ vì Teosto không có thỏa thuận hiển thị video âm nhạc ở Phần Lan. Họ và Google đã thỏa thuận tạm thời để hiển thị các video này vào sáng cùng ngày. Các video âm nhạc quay trở lại YouTube Phần Lan vào ngày hôm sau.

### Tajikistan
Vào tháng 7 năm 2012, chính quyền Tajikistan đã chặn YouTube để đáp trả các video được tải lên cho thấy các cuộc biểu tình phản đối các cuộc đụng độ của các chiến binh. Tám ngày sau, lệnh cấm được dỡ bỏ . Cùng năm đó, chính phủ Tajikistan lại chặn trang web, lần này vì các video mô tả tổng thống Emomali Rakhmon được cho là xúc phạm chính phủ.
Năm 2013, Tajikistan đã chặn YouTube lần thứ ba vì một video mô tả Tổng thống Rakhmon nhảy múa và hát lạc điệu trong tiệc cưới của con trai ông vào năm 2007.
Vào ngày 9 tháng 6 năm 2014, YouTube không thể truy cập được trong một thời gian ngắn vì một lý do không xác định. Beg Zuhurov, Giám đốc Cơ quan Truyền thông quốc gia của Tajikistan, tuyên bố rằng điều này là do "sự cố kỹ thuật".
Vào ngày 25 tháng 8 năm 2015, YouTube một lần nữa bị một số ISP chặn theo lệnh của Cơ quan Truyền thông quốc gia của Tajikistan. Lệnh chặn đã được dỡ bỏ vào giữa năm 2017.
Vào ngày 23 tháng 5 năm 2019, sau khi Tổng thống Tajikistan chỉ trích internet là "tiếp tay cho chủ nghĩa khủng bố", chính quyền Tajikistan đã mở rộng lệnh chặn tất cả các tài nguyên của Google (bao gồm cả YouTube). Tuy nhiên, lệnh cấm sau đó đã được dỡ bỏ.

### Thái Lan
Năm 2006, Thái Lan đã chặn quyền truy cập vào YouTube đối với người dùng có địa chỉ IP của Thái. Chính quyền Thái xác nhận có hơn 20 video gây khó chịu và yêu cầu Google xóa chúng trước khi YouTube bị chặn tại quốc gia này.
Ngày 8 tháng 3 năm 2007, YouTube bị chặn. Mặc dù không có lời giải thích phù hợp cho việc này, nhiều blogger tin rằng lý do vì có một đoạn video của CNN ghi lại bài phát biểu của cựu Thủ tướng Thaksin Shinawatra. YouTube được bỏ chặn vào ngày 10 tháng 3.
Đêm ngày 3 tháng 4 năm 2007, YouTube tiếp tục bị chặn. Chính phủ cho rằng có một video nhục mạ vị vua đại đế Thái Bhumibol Adulyadej. Bộ Thông tin và Công nghệ Truyền thông của Thái cho biết họ sẽ bỏ chặn YouTube trong vài ngày, cho đến khi những trang web chứa video này bị chặn hoàn toàn. Bộ trưởng Truyền thông Sitthichai Pokai-udom nói: "Khi họ quyết định xóa video, chúng tôi sẽ rút lệnh cấm".  YouTube được bỏ chặn vào ngày 30 tháng 8 năm 2007, sau khi công ty đồng ý xóa các video được chính quyền Thái Lan xét là xúc phạm.

### Thổ Nhĩ Kỳ

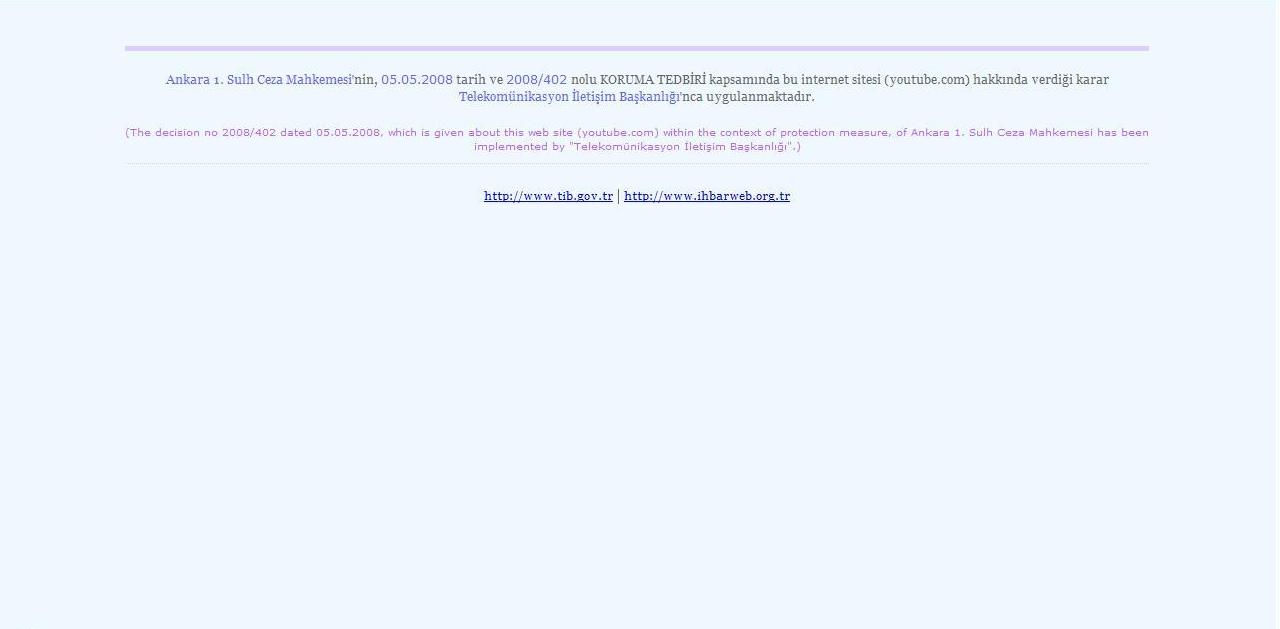
Lời nhắn báo lỗi xuất hiện nếu cố gắng truy cập vào trang YouTube của Thổ Nhĩ Kỳ suốt thời gian trang web bị chặn.

YouTube từng bị chặn nhiều lần tại Thổ Nhĩ Kỳ, dù vậy trang web có thể truy cập bằng cách sửa đổi tham số kết nối để sử dụng các máy chủ DNS. Ngoài ra, YouTube là trang web phổ biến thứ tám tại quốc gia này theo Alexa.
Một tòa án tại thành phố Istanbul đã ra lệnh chặn quyền truy cập vào YouTube. Điều này do Türk Telekom, một công ty viễn thông, chặn trang web theo một quyết định của tòa án ban hành vào ngày 6 tháng 3 năm 2007. YouTube từng bị kiện vì xúc phạm tiếng Thổ Nhĩ Kỳ, quyền truy cập vào trang web tạm khóa đến khi các video chứa nội dung này bị xóa. Ban luật sư phía YouTube đã gửi bằng chứng xóa video cho công tố viên tòa án, quyền truy cập sau đó được khôi phục vào ngày 9 tháng 3 năm 2007.
Tòa án khác tại thủ đô Ankara, Thổ Nhĩ Kỳ đã ra lệnh chặn sử dụng YouTube từ 5 tháng 5 năm 2008 cho tới 30 tháng 10 năm 2010. Lý do là nó chứa hàng chục video bị cho là nhục mạ người thành lập ra nước Thổ Nhĩ Kỳ tân tiến Mustafa Kemal Atatürk. Ngày 1 tháng 12 năm 2015, Tòa án Nhân quyền châu Âu (EGMR) ở Straßburg, theo đơn kiện của 3 luật gia Thổ, đã phán là, quyết định này đã vi phạm quyền tiếp nhận và loan truyền thông tin. Theo quan điểm của EGMR Ankara, YouTube đã vi phạm công ước về Quyền được thông tin, qua mặt luật pháp Thổ.
Vào tháng 6 năm 2010, Tổng thống của Thổ, Abdullah Gül, đã không tán thành trên Twitter của ông về việc chặn YouTube, bởi quyền chặn YouTube cũng gây khó khăn khi truy cập vào dịch vụ khác của Google. Gül cho biết ông đã chỉ đạo các quan chức tìm cách phù hợp cho phép truy cập. Thổ Nhĩ Kỳ đã dỡ bỏ lệnh cấm vào ngày 30 tháng 10 năm 2010. Vào tháng 11, một video gây tranh cãi bao gồm chính trị gia Thổ Nhĩ KìDeniz Baykal trong đó đã khiến trang web bị chặn lần nữa.
Vào ngày 6 tháng 4 năm 2015, YouTube tiếp tục bị chặn một thời gian ngắn sau khi gỡ lệnh cấm, cùng với Facebook và Twitter, do sự xuất hiện của đoạn phim cho thấy một công tố viên bị giết trong cuộc khủng hoảng con tin. Vào ngày 23 tháng 12 năm 2016, YouTube lần nữa không thể truy cập, theo các báo cáo của nhóm giám sát internet Turkey Blocks, có một đoạn phim trong đó các binh sĩ Thổ Nhĩ Kỳ bị thiêu sống. Trang web được mở khóa trở lại vào hai ngày sau.

### Triều Tiên
YouTube bị chặn tại Cộng hòa Dân chủ Nhân dân Triều Tiên vì luật pháp của đất nước về việc kiểm duyệt Internet. Trang web bị chặn hoàn toàn kể từ tháng 4 năm 2016 và chính phủ Triều Tiên cảnh báo rằng bất cứ ai cố gắng truy cập vào YouTube sẽ phải chịu phạt.

### Trung Quốc
YouTube lần đầu bị chặn tại Trung Quốc suốt năm tháng từ ngày 16 tháng 10 năm 2007 đến 22 tháng 3 năm 2008.
Trang web bị chặn lần nữa vào 24 tháng 3, dù Bộ Ngoại giao không xác nhận liệu YouTube có thực sự bị chặn. YouTube không thể truy cập từ Trung Quốc, nhưng có thể truy cập từ Hồng Kông, Ma Cao và Đài Loan. Trang web vẫn có thể truy cập từ khu công nghiệp Shanghai Free Trade Zone và một số khách sạn khác. Kể từ năm 2018, nếu cụm từ "YouTube" được tìm kiếm trên Baidu, một dòng nhắn "Theo quy định và chính sách của địa phương, một số kết quả không thể hiển thị" sẽ xuất hiện. Mặc dù YouTube bị chặn dưới Phòng hỏa trường thành, nhiều phương tiện truyền thông Trung Quốc như CCTV, CGTN có tài khoản YouTube chính thức. Alexa xếp hạng YouTube là trang web được truy cập nhiều thứ 11 tại quốc gia này.

## Logo

14 tháng 2 năm 2005 – 28 tháng 7 năm 2017
29 tháng 7 năm 2017 – tháng 10 năm 2024